# 真鶴町
真鶴町（まなづるまち）は、神奈川県の南西部に位置し、足柄下郡に属する町。町域の半分は、三方を海に囲まれる。
真鶴半島とその周辺にあり、歴史的な経緯から真鶴町真鶴と、同町岩の2つの地区で構成されている。古くから上質の石材とされる本小松石の産地である。町の名は、半島の形が飛びたつ直前のツルに似ていることから付けられた。

## 地理

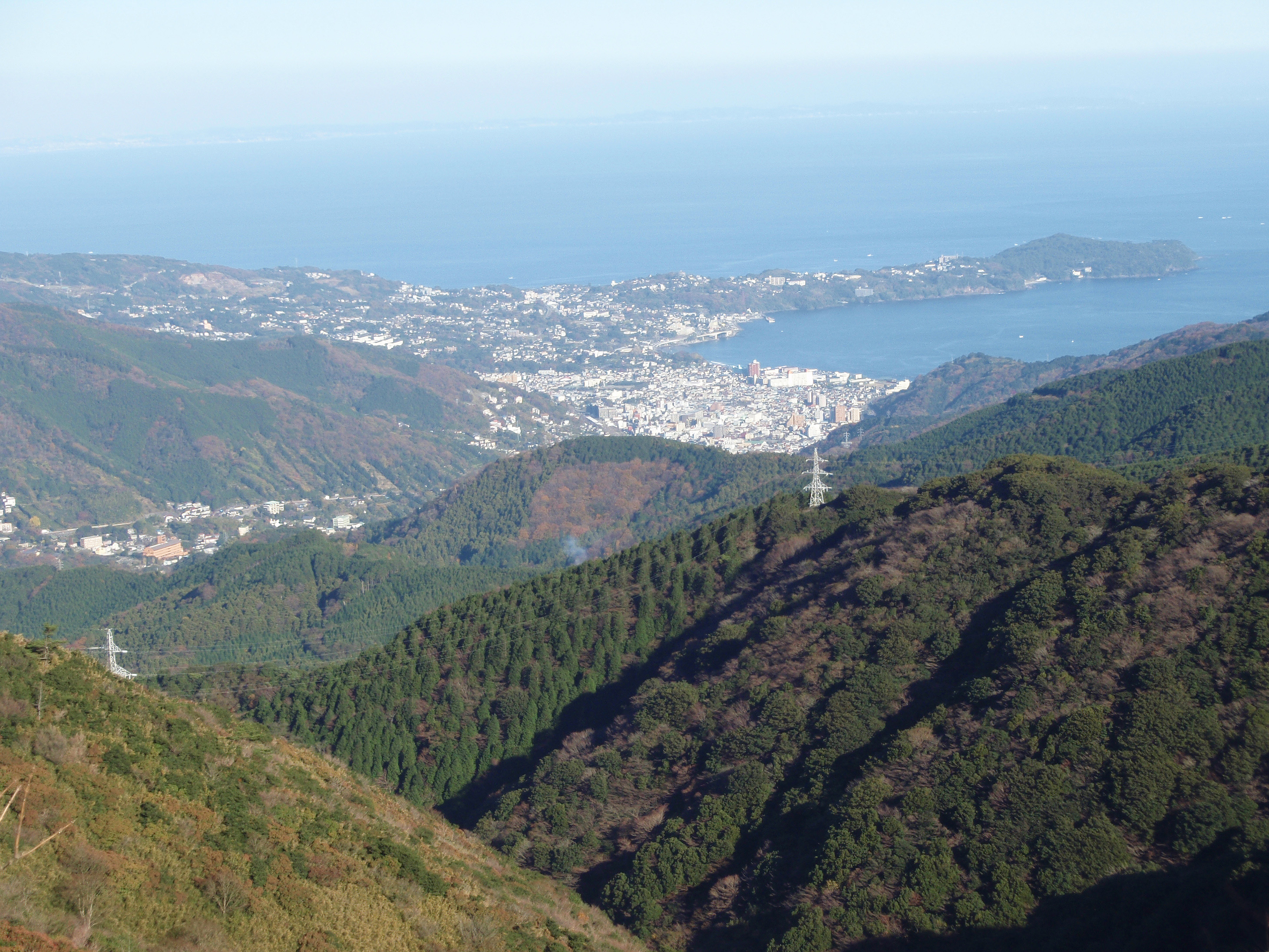
真鶴半島と湯河原町の中心部

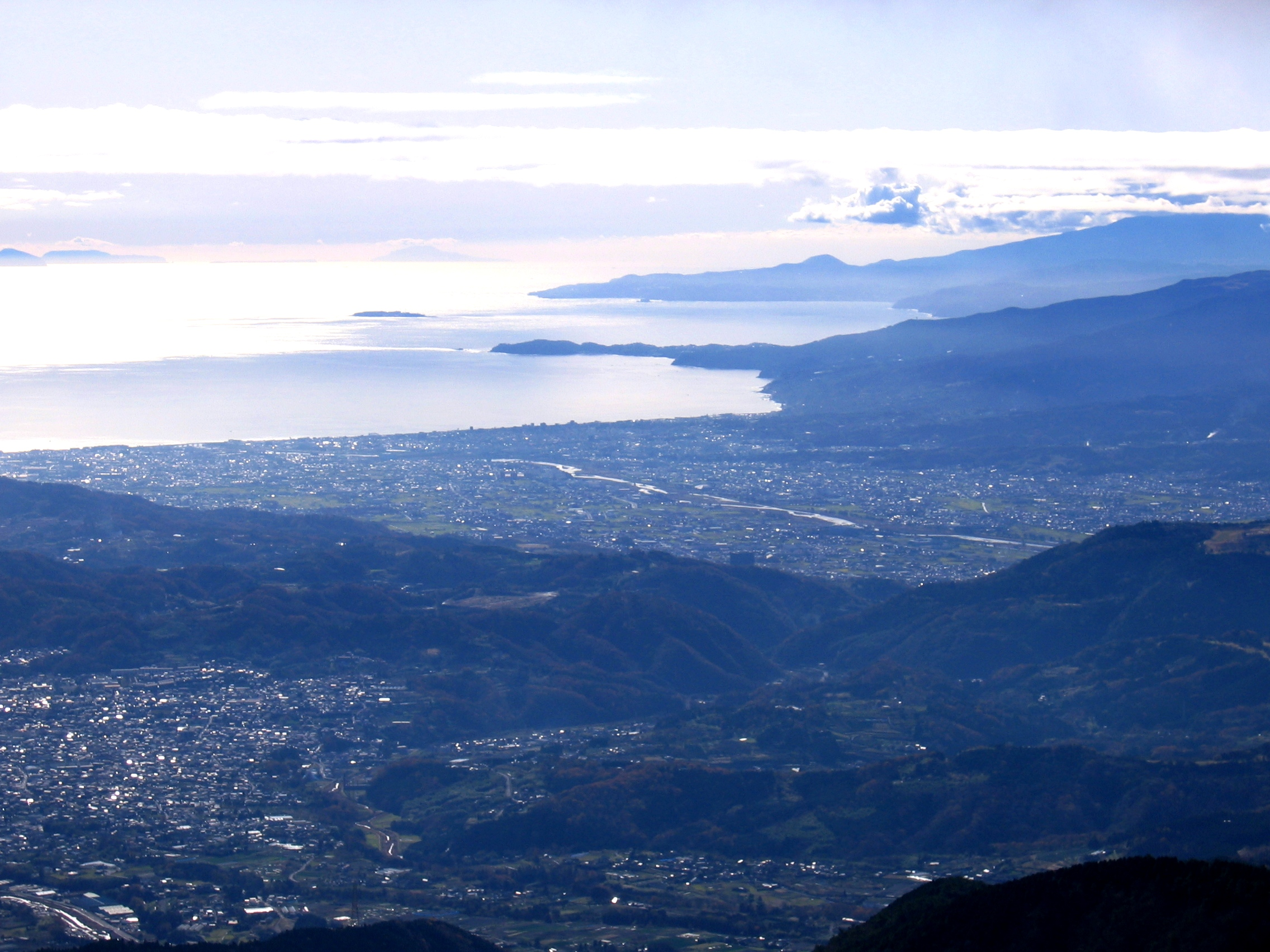
丹沢山地より見た真鶴半島と相模灘

箱根火山の南東に位置し、相模湾の西を画す小さな真鶴半島と、その北の海岸部・後背の山地からなり（岩 (真鶴町)）、北西から南東に伸びた細長い形をしている。北東の小田原市と南西の湯河原町に挟まれる。
真鶴半島は、切り立った海岸を持つ溶岩台地である。先端は真鶴岬で、岬の先の海上に三ツ石（三つ岩）を望む。県立真鶴半島自然公園に指定されている。町域は全般に起伏が多く、平地は少ない。緩い傾斜面を持つ半島の付け根に市街地があり、その北西に真鶴駅、東に岩漁港と海水浴場、南東に真鶴港がある。市街地の北の山には採石場が多い。北部海岸沿いの丘陵はミカンの栽培が盛んである。町の北西部は、箱根火山の外輪まで続く山地の一部である。
- 岬：真鶴岬
- 島：三ツ石（三つ岩）、大根、弁天島

### 日本のリビエラ
町域の大部分が山地帯で平坦地に乏しいが、箱根火山の山麓はミカン園として利用され、北に箱根、南に相模湾を望む斜面地からの眺望は、南フランス・イタリアの地中海沿岸に良く似ているといわれ、「日本のリビエラ」と呼ばれている。
なお、隣接する小田原市の片浦地区は「東洋のリビエラ」とも呼ばれている。

### 隣接している自治体
- 神奈川県
  - 小田原市
  - 足柄下郡湯河原町

## 人口
1970年以降、人口は減少傾向にある。2017年には神奈川県内で初めての過疎地域に指定された。
| |                                        |  |
| 真鶴町と全国の年齢別人口分布（2005年） | 真鶴町の年齢・男女別人口分布（2005年） |  |
| ■紫色 ― 真鶴町 ■緑色 ― 日本全国 | ■青色 ― 男性 ■赤色 ― 女性              |  |
| 真鶴町（に相当する地域）の人口の推移 \| 1970年（昭和45年） \| 10,284人 \| \| \| 1975年（昭和50年） \| 9,999人 \| \| \| 1980年（昭和55年） \| 9,968人 \| \| \| 1985年（昭和60年） \| 9,834人 \| \| \| 1990年（平成2年） \| 9,588人 \| \| \| 1995年（平成7年） \| 9,606人 \| \| \| 2000年（平成12年） \| 9,075人 \| \| \| 2005年（平成17年） \| 8,714人 \| \| \| 2010年（平成22年） \| 8,212人 \| \| \| 2015年（平成27年） \| 7,333人 \| \| \| 2020年（令和2年） \| 6,722人 \| \| |                                        |  |
| 総務省統計局 国勢調査より |                                        |  |
| 1970年（昭和45年） | 10,284人                               |  |
| 1975年（昭和50年） | 9,999人                                |  |
| 1980年（昭和55年） | 9,968人                                |  |
| 1985年（昭和60年） | 9,834人                                |  |
| 1990年（平成2年） | 9,588人                                |  |
| 1995年（平成7年） | 9,606人                                |  |
| 2000年（平成12年） | 9,075人                                |  |
| 2005年（平成17年） | 8,714人                                |  |
| 2010年（平成22年） | 8,212人                                |  |
| 2015年（平成27年） | 7,333人                                |  |
| 2020年（令和2年） | 6,722人                                |  |

## 歴史

### 沿革
- 1889年（明治22年）4月1日 - 町村制の施行により、真鶴村が岩村飛地を加えて単独村制。ただし本村の飛地は岩村、福浦村に編入。岩村・福浦村との町村組合が発足し、真鶴村外2ヶ村役場を本村に設置。
- 1927年（昭和2年）10月1日 - 町制施行。真鶴村外2ヶ村役場が真鶴町外2ヶ村役場となる。
- 1946年（昭和21年）7月27日 - 真鶴町外2ヶ村組合が解散。
- 1955年（昭和30年）2月11日 - 昭和の大合併（町村合併促進法）で、6ヶ町村（湯河原町・吉浜町・福浦村・真鶴町・岩村・片浦村の合併が不調となる。[7][8]
- 1956年（昭和31年）9月30日 - 岩村と合併し、改めて真鶴町が発足。

### 平成の大合併における真鶴町
真鶴町は湯河原町と、2005年1月を目処に合併を目指していたが、真鶴町で行われた合併の賛否を問う住民投票で僅差で反対が上回り、合併は中止になった。真鶴町民の十分な理解が得られなかった背景には、「新市名が湯河原市となる」「これまでなかった都市計画税が新たに徴収される」等の要因が挙げられる。

## 行政
神奈川県の13町1村の首長で作る神奈川県町村長会に加盟する。
- 町長：小林伸行（2023年11月12日 - ）

### 「真鶴」の読み方について

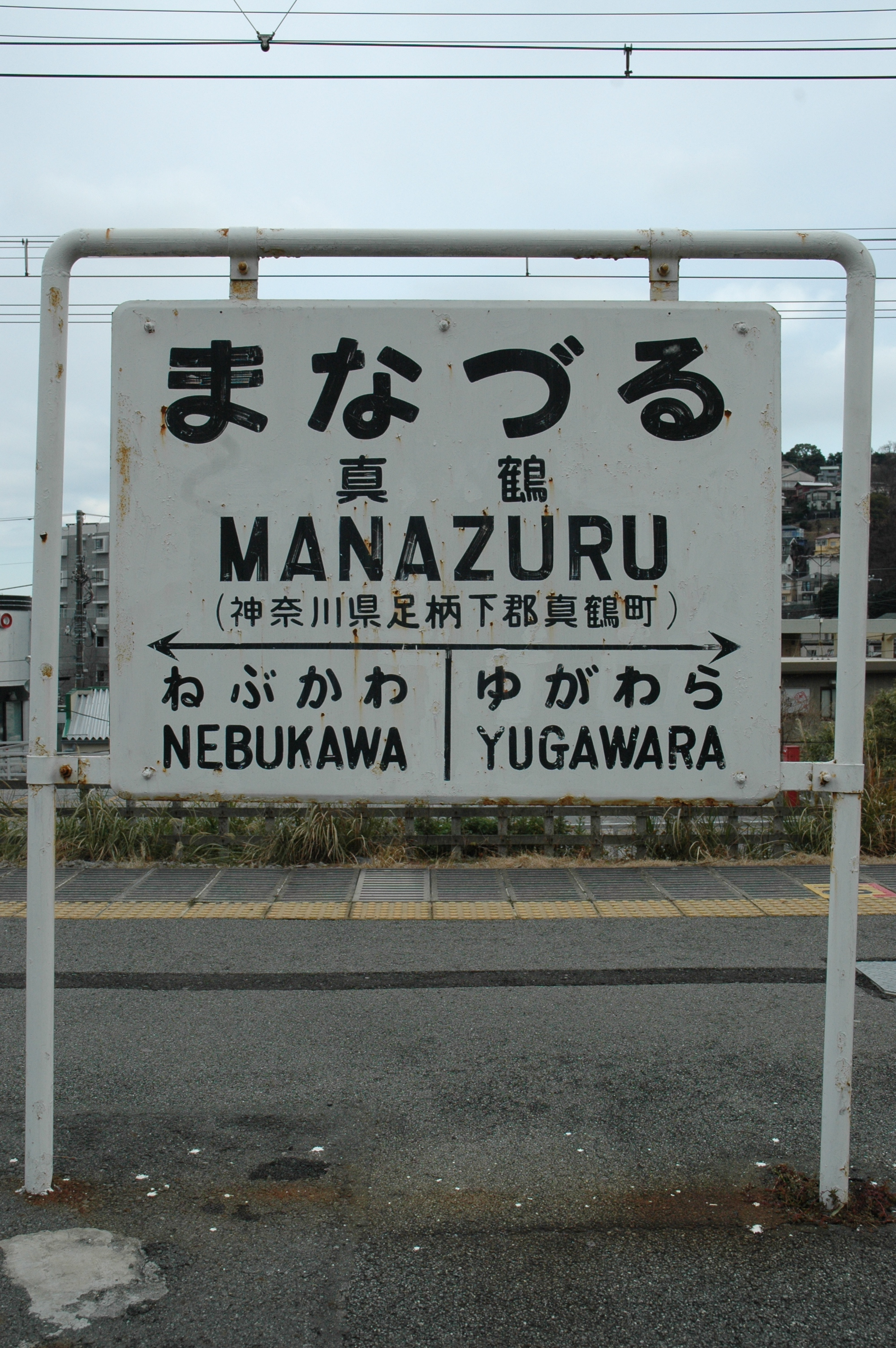
真鶴駅の駅名標

「真鶴」（自治体名）は、現在は「まなづる」と読むのが正しい。自治体名の読み方は、岩村と合併した際の昭和31年9月30日『官報』で「まなづる」として告示されている。しかし、その後発行されている『全国市町村要覧』等の各種文献では「まなつる」と記載されている。
真鶴町ではこの経緯を調査したが、合併告示の処理の際に誤植があった、昭和37年に自治体名の読み方を「まなつる」に変更した、などいくつかはっきりしない情報があるのみで、確かな事実は判明しなかった。いずれにしても、地元で「まなつる」と澄んで読む人はいないとのことであり、2005年（平成17年）に、一般的な発音である「まなづる」に自治体名を変更し、総務省に届け出た。
字名については、昭和31年11月9日神奈川県公報にて「まなつる」と告示され、今に至っている。これについても、湯河原町との合併協議や自治体名変更の際に「まなづる」に統一することも検討されたが、湯河原町との合併が破談に終わったこと、上記の通り告示の経緯が不明であったことなどから、「まなつる」のままである。よって、「真鶴町真鶴」は「まなづるまち まなつる」と読むのが、地名としては正確である。
東海道本線の真鶴駅、および真鶴道路（真鶴ブルーライン）の「真鶴」の読み方は「まなづる」である。
なお、真鶴駅については1920年代後半、全国的に駅名表記を発音どおりに改めたことがあり、短期間ながら「まなずる」としていた時期がある。

### まちづくり条例
「真鶴町まちづくり条例」は国による1993年制定、翌年施行の条例である。まちづくり計画として条例第10条「美の原則（8つの原則）」および「美の基準」、開発や建築を行うときのルール、議会の役割や住民参加などを定めている。まちづくりを条例で規定した例として、全国的に先駆的な事例で、「美」を法令上規定することも異例であった。「美の原則」のデザインの指針（デザインコード）は、かつて美しかったイギリスの歴史的建築物が次々と取り壊されていくのを心配したチャールズ3世（当時皇太子）の『英国の未来像 建築に関する考察』の発想を参照している。この著書でいわれている「建築の10の原則」は、都市に住む人間にとって、国や時間を超えて共通の普遍性を持つものであるため、考え方のヒントとされている。
なお、真鶴町は2005年、市町村で初めて景観法に基づく景観団体になり、2006年に景観計画を告示した。
- 目標（ビジョン）
  - 真鶴町の海に『夜光虫』を蘇らせ、町に美しく豊かな眺めを創造する[28]。
- 景観計画の区域
  - 真鶴町全域（港湾法に基づく「港湾区域」及び漁港漁場整備法に基づく「漁港」を含む）
- 良好な景観の形成に関する方針
  - 真鶴町は相模湾に突き出した半島が、両翼を広げて羽ばたく鶴のような形をしている。

箱根山からの傾斜地であるという地形上の特徴とあいまって独特の眺めを作り出している。古くからその地形的条件でわずかな土地を居住地として、海・山・畑の仕事により風景が織り成されてきた。また、真鶴半島の先端は御林として真鶴町の象徴として精神的なシンボルともなっている。これらの景観を豊かで美しい景観形成を図るために定めている。

### 美の基準
真鶴町では「美」を個人的な主観としないために、8つの原則（美の原則）を立てている。真鶴町を美しくすることによって生き生きと生活するために、原則の具体的な手がかりや、全体のつながり、基準の詳細が基準として定められている。この美の基準は強制されるものではなく、みんなで作るものであり、参加によって修正されたり蓄積されたりする意図がある。実験的に長期にわたり続けられることで、真鶴町を「美しく豊かにしていく」ものとして計画されている。
- 美の基準（#美の原則と関連）
  - 私たちは「場所」を尊重することによりその歴史、文化、風土を町や建築の各部に「格づけ」し、それら各部の「尺度」の継りを持って青い海、輝く森、と言った自然、美しい建物の部分の共演による「調和」の創造を図る。それらは真鶴町の大地、生活が生み出す「材料」にはぐくまれ、「装飾と芸術」といった、人々に深い慈愛や楽しみをもたらす真鶴独自の質をもつものたちに支えられ、町共通の誇りとして「コミュニティ」を守り育てるための権利、義務、自由を生きづかせる。これらの全体は真鶴町の人々、町並、自然の美しい「眺め」に抱擁されるであろう。

### 美の原則
真鶴町は自然環境、生活環境及び歴史的文化的環境を守り、かつ発展させるために、次に掲げる美の原則に配慮するものとして定めている。
- 場所
  - 建築は場所を尊重し、風景を支配しないようにしなければならない。
- 格づけ
  - 建築は私たちの場所の記憶を再現し、私たちの町を表現するものである。
- 尺度
  - すべての物の基準は人間である。建築はまず人間の大きさと調和した比率をもち、次に周囲の建物を尊重しなければならない
- 調和
  - 建築は青い海と輝く緑の自然に調和し、かつ町全体と調和しなければならない。
- 材料
  - 建築は町の材料を活かしてつくらなければならない。
- 装飾と芸術
  - 建築には装飾が必要であり、私たちは町に独自な装飾を作り出す。芸術は人の心を豊かにする。建築は芸術と一体化しなければならない。
- コミュニティ
  - 建築は人々のコミュニティを守り育てるためにある。人々は建築に参加するべきであり、コミュニティを守り育てる権利と義務を有する。
- 眺め
  - 建築は人々の眺めの中にあり、美しい眺めを育てるためにあらゆる努力をしなければならない。

## 経済

### 産業
水田がなく、北部海岸近くの丘陵にミカンの果樹園が広がる。2000年（平成12年）の販売農家数は44戸で、経済的にも就業構造から見ても農業は微々たるものである。かつては真鶴港・岩漁港からの漁業が盛んだった。真鶴を特徴づける産業は、中世までさかのぼる小松石の採掘である。
加えて観光業が振興されている。2015年の観光客数は113万人で例年同様に推移しており、日帰りの飲食による割合が高い。なお、周辺の箱根町は1737万人、小田原市は453万人、湯河原町は310万人である。
2015年の就業者数を産業別で見た内訳は次のとおり。
- 第1次産業 - 123人
- 第2次産業 - 868人[31]
- 第3次産業 - 2,930人[注釈 2]

県の資料によると、2015年（平成27年）の真鶴町の就業者数3467人は、最も割合が多かった宿泊業・飲食サービス業は第3位11.6%、同じく最も少なかった情報通信業は第53位1.7%。農林業は第15位1.9%。順位は神奈川県内の58市区町村に対してである。
| 真鶴町 （上・% 下・順位）                                                                    | 項目名                 | 神奈川県 （上・% 下・順位） | 備考               |
| -------------------------------------------------------------------------------------------- | ---------------------- | --------------------------- | ------------------ |
| 3467                                                                                         | 従業者数（人）         | 412万1817                   |                    |
| 1.9 15                                                                                       | 農業・林業             | 0.8 45                      |                    |
| 8.2 11                                                                                       | 建設業                 | 6.7 41                      |                    |
| 11.6 43                                                                                      | 製造業                 | 14.4 30                     |                    |
| 1.7 53                                                                                       | 情報通信業             | 6.0 2                       |                    |
| 4.6 44                                                                                       | 運輸業・郵便業         | 5.8 6                       |                    |
| 15.4 22                                                                                      | 卸売業・小売業         | 15.1 27                     |                    |
| 11.6 3                                                                                       | 宿泊業・飲食サービス業 | 5.6 15                      |                    |
| 11.7 17                                                                                      | 医療・福祉             | 10.7 40                     |                    |
| 6.5 43                                                                                       | サービス業             | 6.8 5                       | 上記に未分類の業種 |
| 注＝真鶴町は県下58市区町村に対して、神奈川県は全国47都道府県に対して、それぞれ順位を示した。 |                        |                             |                    |

## 姉妹都市・提携都市

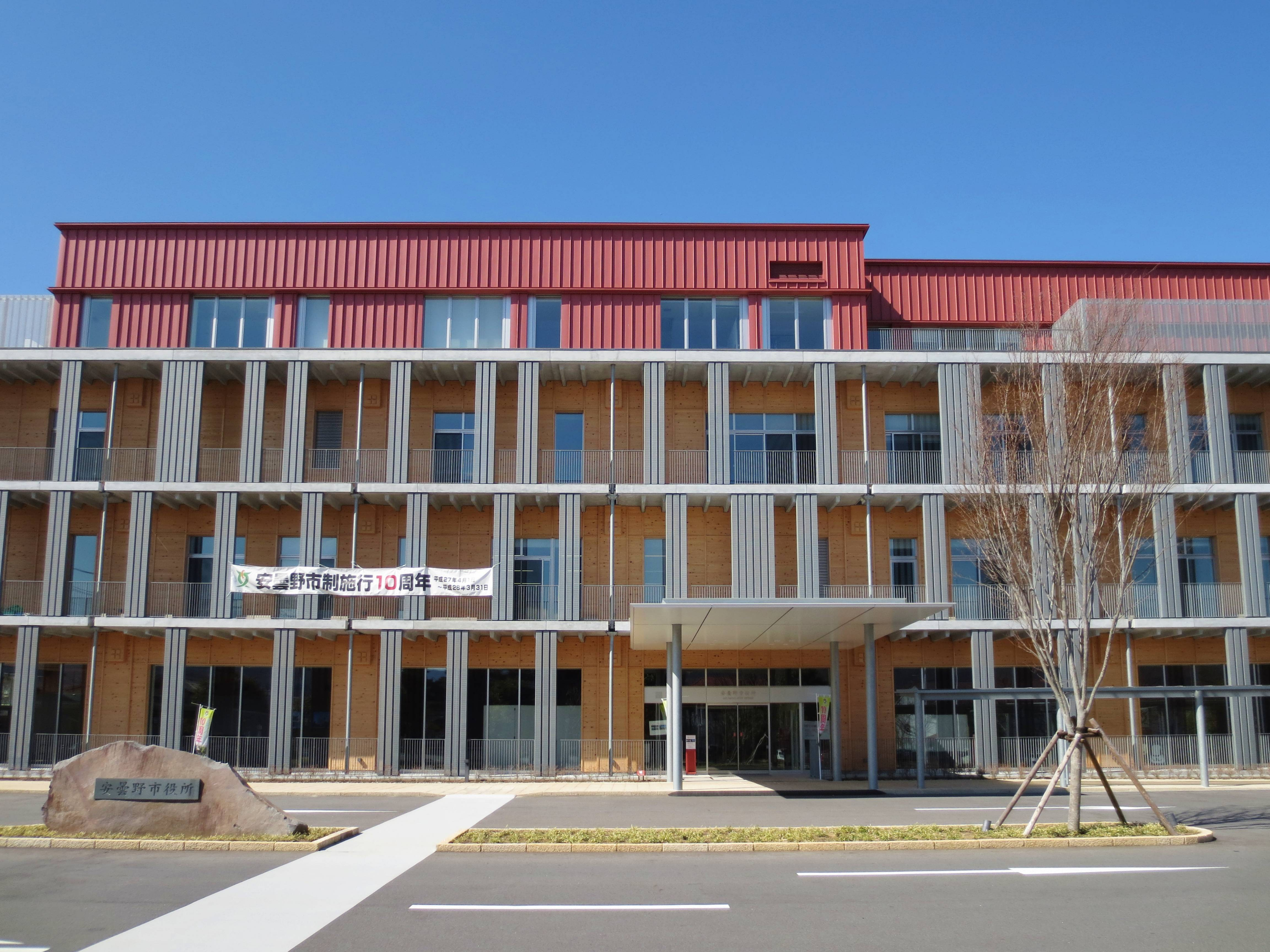
安曇野市役所本庁舎
玄関前には真鶴町寄贈の本小松石による銘板石が置かれている（左下）。

### 国内
- 安曇野市（長野県）[36][リンク切れ][37][38]
  - 2006年（平成18年）9月30日友好親善都市提携
    - 安曇野市の前身となった自治体のひとつである南安曇郡堀金村との間で、1995年（平成7年）9月15日に友好親善提携を、1998年（平成10年）1月28日に災害時相互支援協定を結んでいた。
- 檜原村（東京都）[39][40]
- 海士町（島根県）[41][42]

## 地域

### 教育
- 横浜国立大学 臨海環境センター
- 真鶴町立真鶴中学校
- 真鶴町立まなづる小学校 - 2005年（平成17年）4月1日に真鶴小学校と岩小学校を統合し新設。校舎は真鶴小学校のものを使用し、校歌は新たに作られた。
- 真鶴町立ひなづる幼稚園
- 石田保育園（社会福祉法人・真鶴町認可保育園）[43][44]
- 貴船愛児園（一般財団法人貴船会・真鶴町認可保育園）[45]

### 官公庁・公共施設
- 真鶴町役場
- まなづる図書館
- 真鶴町立体育館
- 真鶴地域情報センター
- 真鶴町立コミュニティ真鶴
- 真鶴町民センター（真鶴町公民館）
- 岩ふれあい館 - 旧真鶴町立岩小学校

### 医療
- 真鶴町国民健康保険診療所
- 朝倉医院

### 金融機関・郵便局
- JAかながわ西湘　真鶴駅前支所
- さがみ信用金庫　真鶴駅前支店
- 真鶴郵便局
- 真鶴港郵便局
- 岩郵便局 - 2020年12月1日廃止[46]

### 放送
- 小田原テレビ中継局
  - NHK小田原中継局
  - 東京民放五社小田原中継所

### 交通
- JR真鶴無線基地

### 公園
- 荒井城址公園 - 真鶴町で唯一の都市公園で、遊具や駐車場が設置され、園内までベビーカーを押して移動ができる。[47]
- 地域の公園
  - サンライズポイント前小公園
  - 用留小公園
  - 宝性院ちびっこ広場 - 宝性院跡地[48]
  - 大ヶ窪ちびっこ広場

### 店舗
- 小田原百貨店 真鶴店
- セイジョー 真鶴店
- クリエイトSD 真鶴駅前店

## 交通

### 鉄道路線

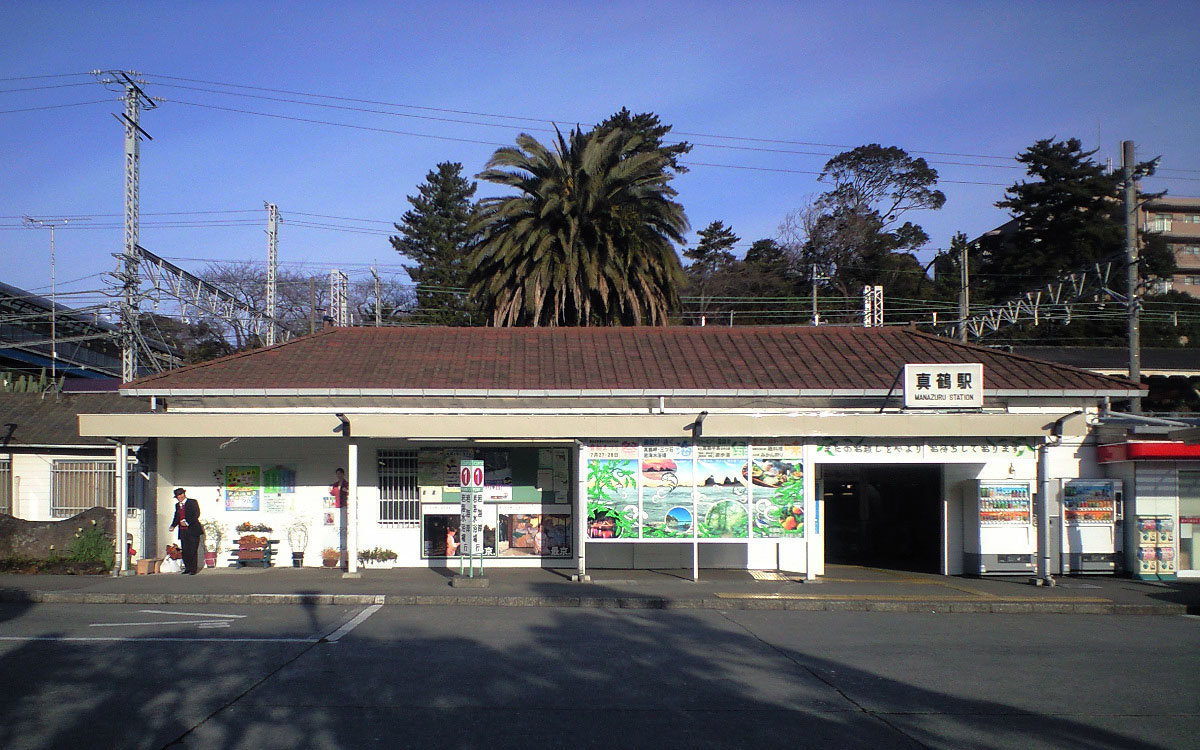
真鶴駅

東日本旅客鉄道（JR東日本）
 東海道線・■上野東京ライン
- - 真鶴駅 -

東海道本線の開通以前は、人車鉄道・軽便鉄道の豆相人車鉄道→熱海鉄道が1896年（明治29年）から1923年（大正12年）にかけて存在していた。

### 路線バス
- 箱根登山バス[49]
  - 吉浜経由湯河原駅行[49]
  - ケープ真鶴行[49]
  - 真鶴新道・小田原駅行／（小田原発）湯河原駅行[49]
  - 天保山経由湯河原駅行[49]
  - 石名坂（岩 (真鶴町)） - しおん前 - 根府川駅線[50]
- 伊豆箱根バス[51]
  - 山下浜線[51]
  - ケープ真鶴線[51]
  - 中川一政美術館線[51]
  - 吉浜経由 - 湯河原線[51]
- 真鶴町コミュニティバス
  - 岩線[51]
  - 真鶴線[51]
- 湯河原町コミュニティバス[52]

### タクシー
- 真鶴タクシー
- 湯河原タクシー

### その他
- 真鶴半島遊覧船

### 道路
有料道路
- 真鶴道路 - 湯河原町吉浜から、真鶴町岩地区の北端を海上に架橋したバイパスでつなぐ。
  - 岩インターチェンジ

国道
- 国道135号 - 湯河原町福浦から内陸へ北上し、線路沿いに真鶴駅南脇を通り、岩地区北部で沿岸部へと出て真鶴道路を吸収しつつ、小田原市へと北上する。

県道
- 神奈川県道740号小田原湯河原線 - 湯河原町吉浜で国道135号から分岐して北上し、線路北側・真鶴駅北脇を通って更に北上し、小田原市根府川駅北方で沿岸部に出て、内陸を進み国道135号に再合流する。
- 神奈川県道739号真鶴半島公園線 - 真鶴駅南脇で国道135号と分岐し、真鶴半島を周回する。

農道
- 小田原湯河原広域農道

林道
- 白銀林道

## 名所・旧跡・観光スポット
美術館、博物館
- 中川一政美術館
- 真鶴町立遠藤貝類博物館
- 真鶴民俗資料館

建造物
- 岩大橋 - かながわの橋100選
- 真鶴産業活性化センター
  - 通称「まなづる里海BASE」
- 魚座　真鶴港・魚市場のレストラン

景観
水辺
- 岩海水浴場
- 琴ヶ浜 - 日本におけるスキューバダイビング発祥の地[注釈 4]。JR真鶴駅からケープ真鶴行きバスで山下浜または里地バス停下車。
- 弁天島
- 岩沢川

里と町
- 背戸道（せどみち） - #美の基準の一つで「真鶴」ならではの散策路。傾斜地の石垣は地元で採れる「小松石」が積まれている[53]。家と家との間を縫うように配され、階段や坂道まじりの小道を植栽が彩る。原義は車の通れない人の気配のする路地のこと。

旧跡、名所
- 道祖神巡り
  - 橋の上の道祖神、細山の道祖神、長坂の道祖神、松本山の道祖神、上の道祖神、下の道祖神、大下の道祖神、丸山の道祖神、東の道祖神、西の道祖神、児童館前道祖神
- 石工先祖の碑
- 黒田長政供養の碑
- しとどの窟（しとどのいわや）・源頼朝船出の浜 - 石橋山の戦いの挙兵に失敗した源頼朝が隠れ、後、房総へ退避した。
  - 品川台場礎石の碑（同地内）

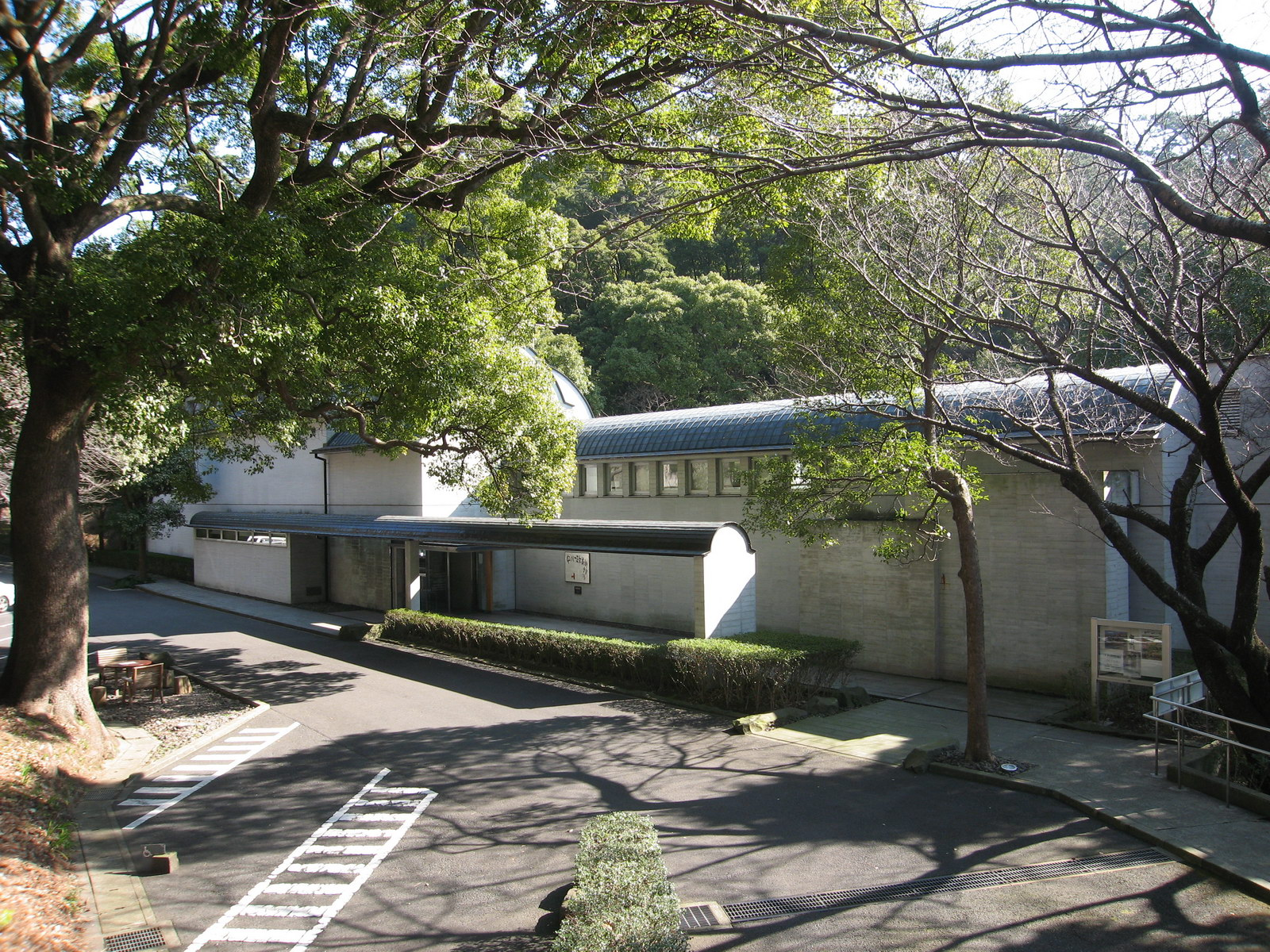
中川一政美術館
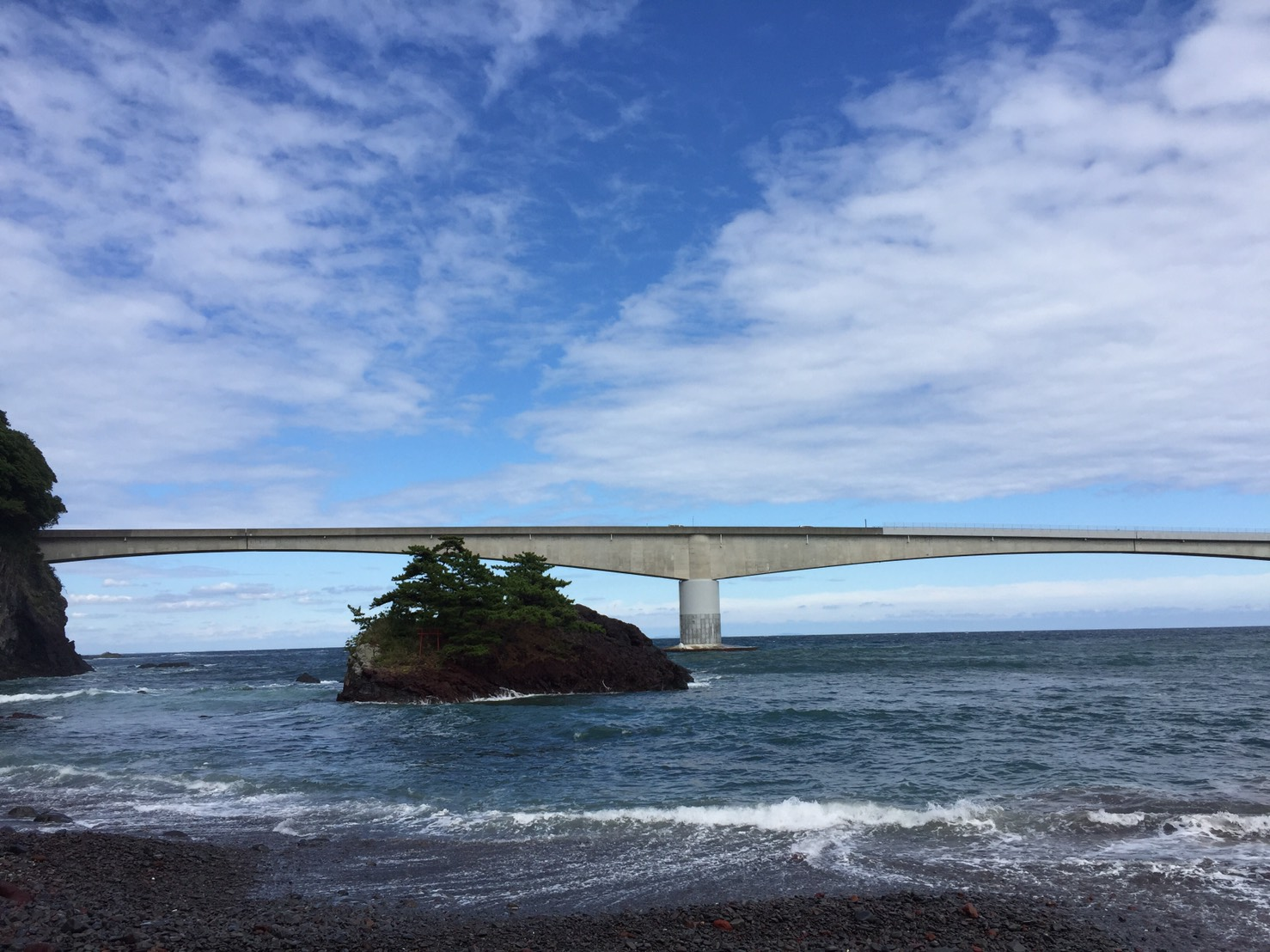
岩海水浴場（源頼朝船出の浜）・弁天島・岩大橋
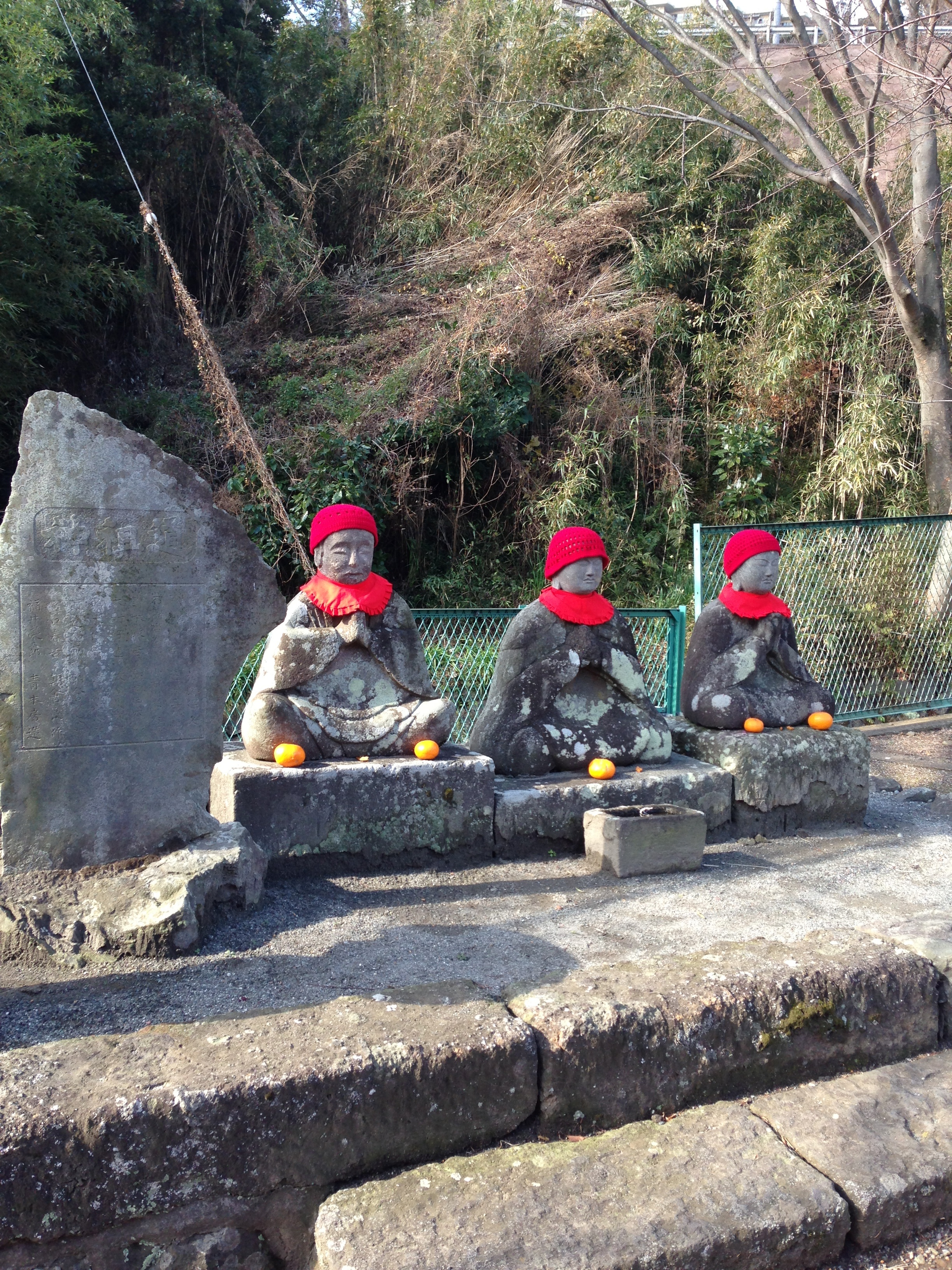
道祖神めぐり
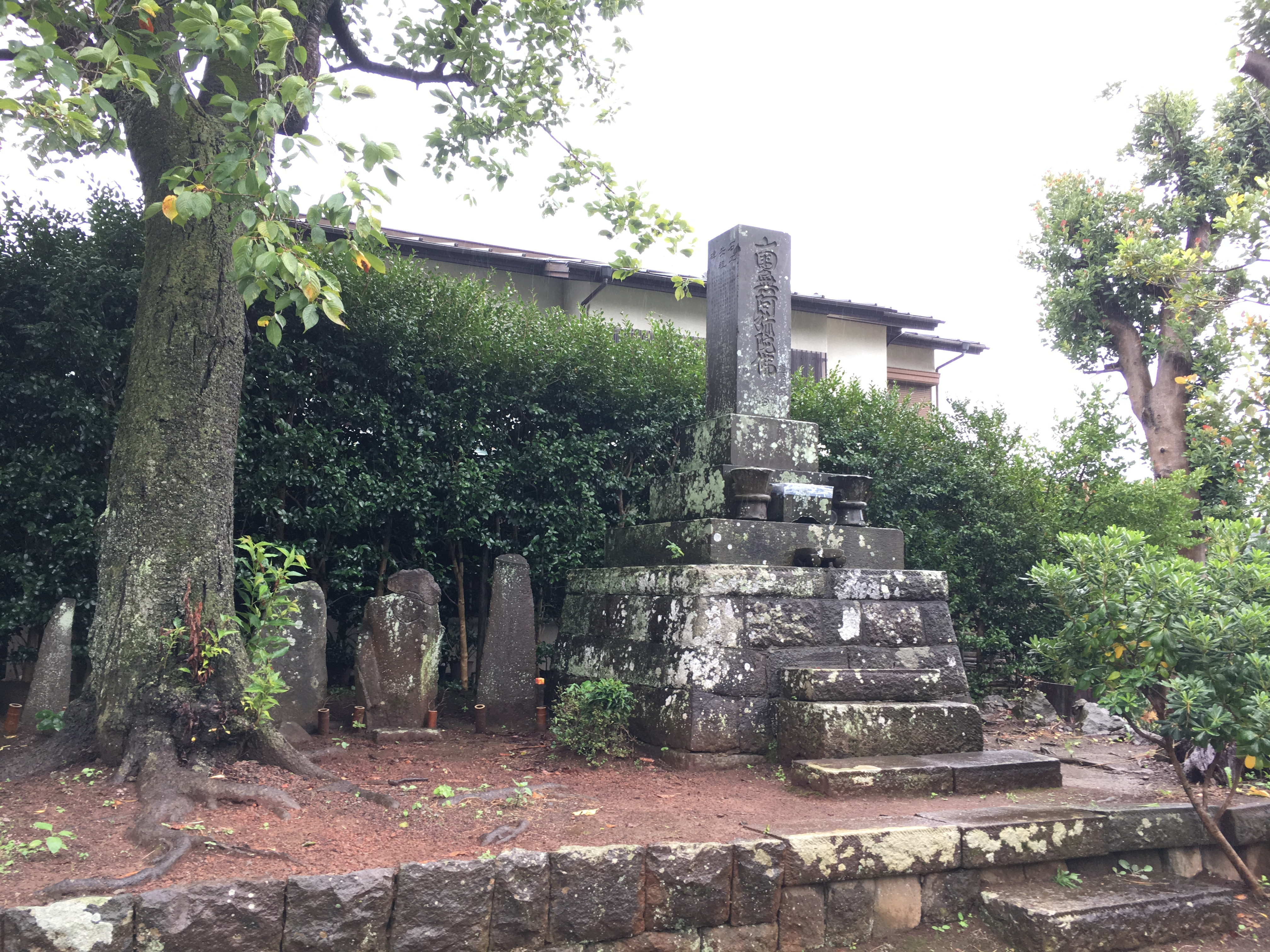
石工先祖の碑
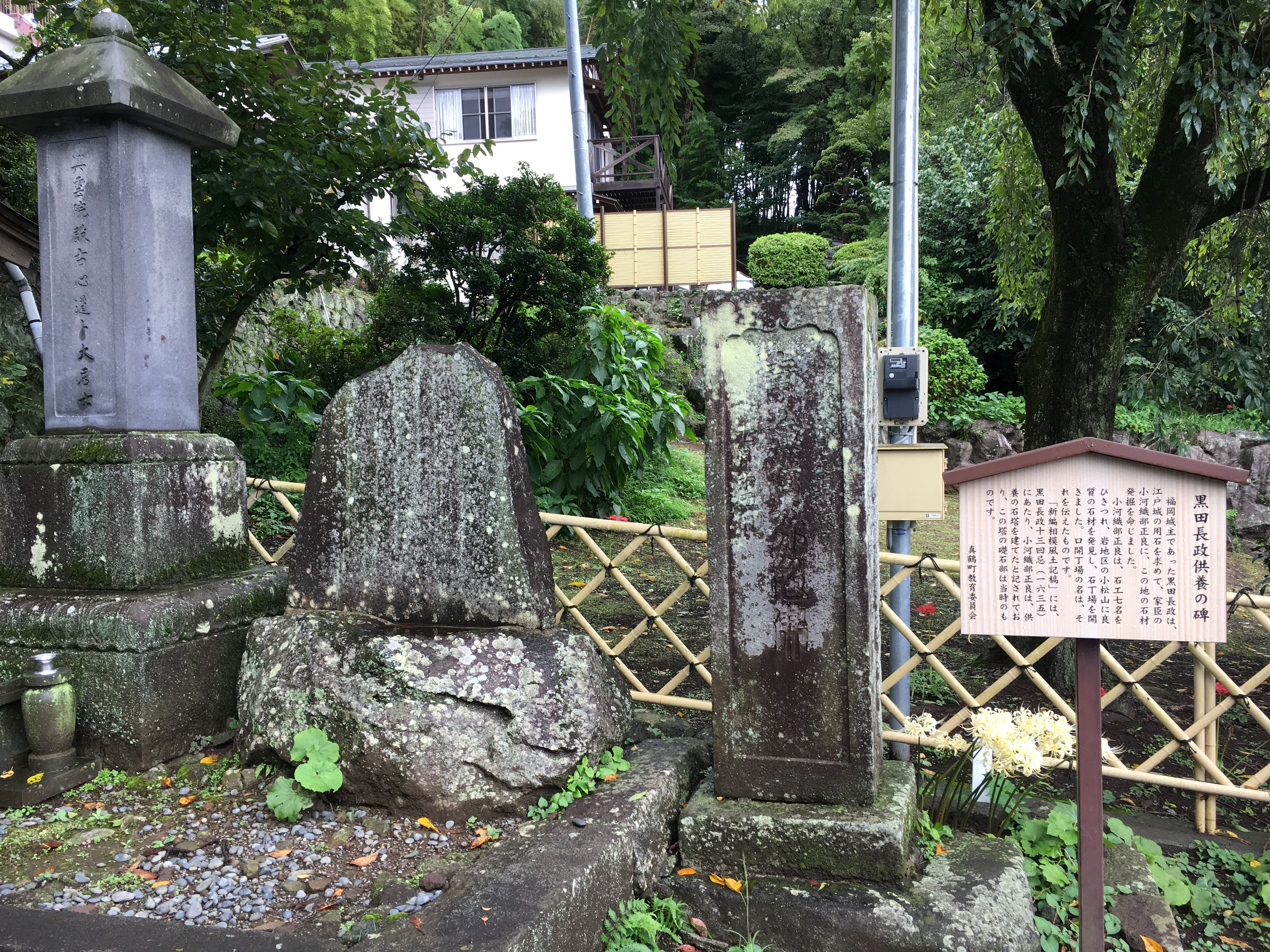
黒田長政供養の碑
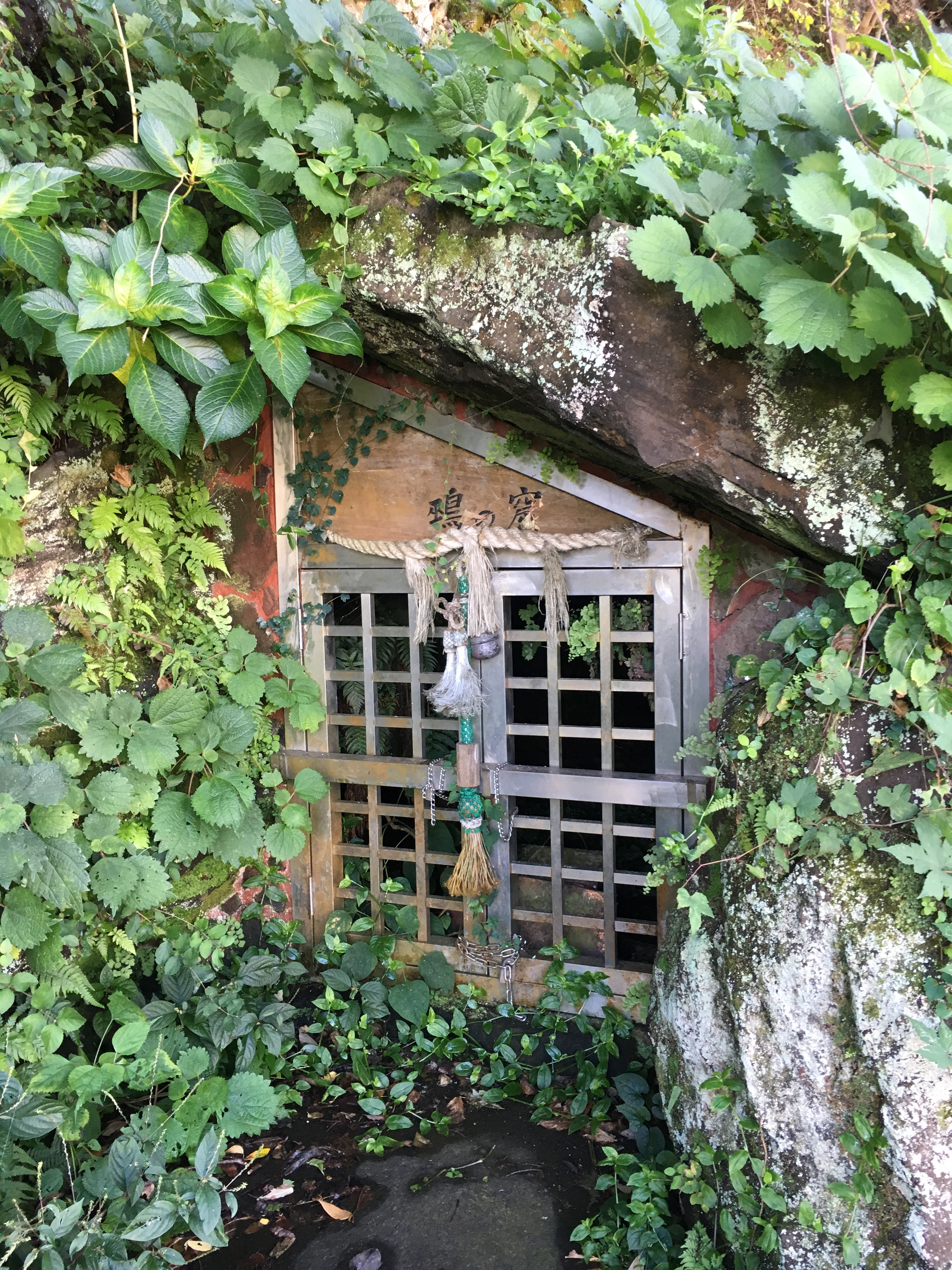
しとどの窟
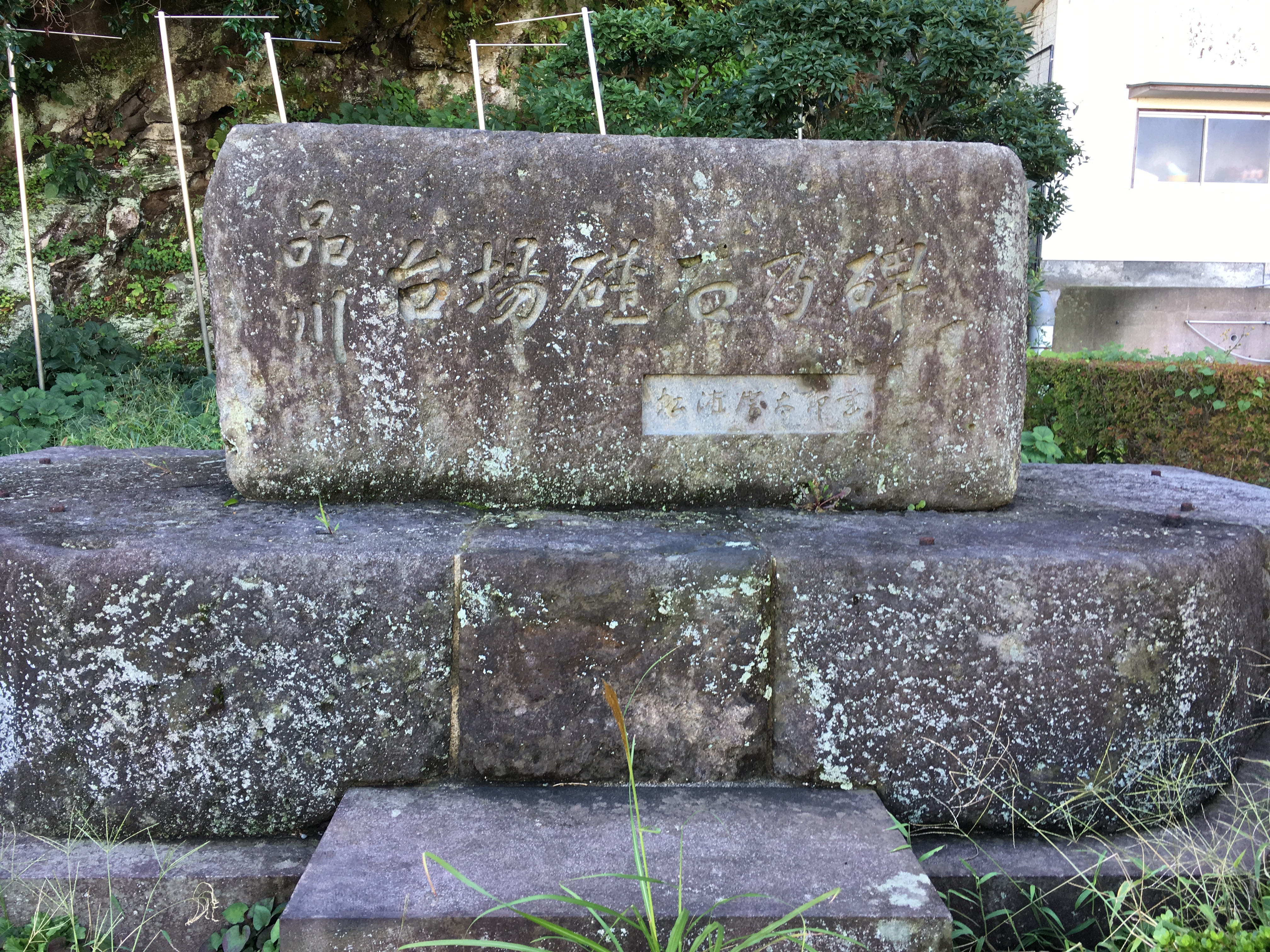
品川台場礎石の碑
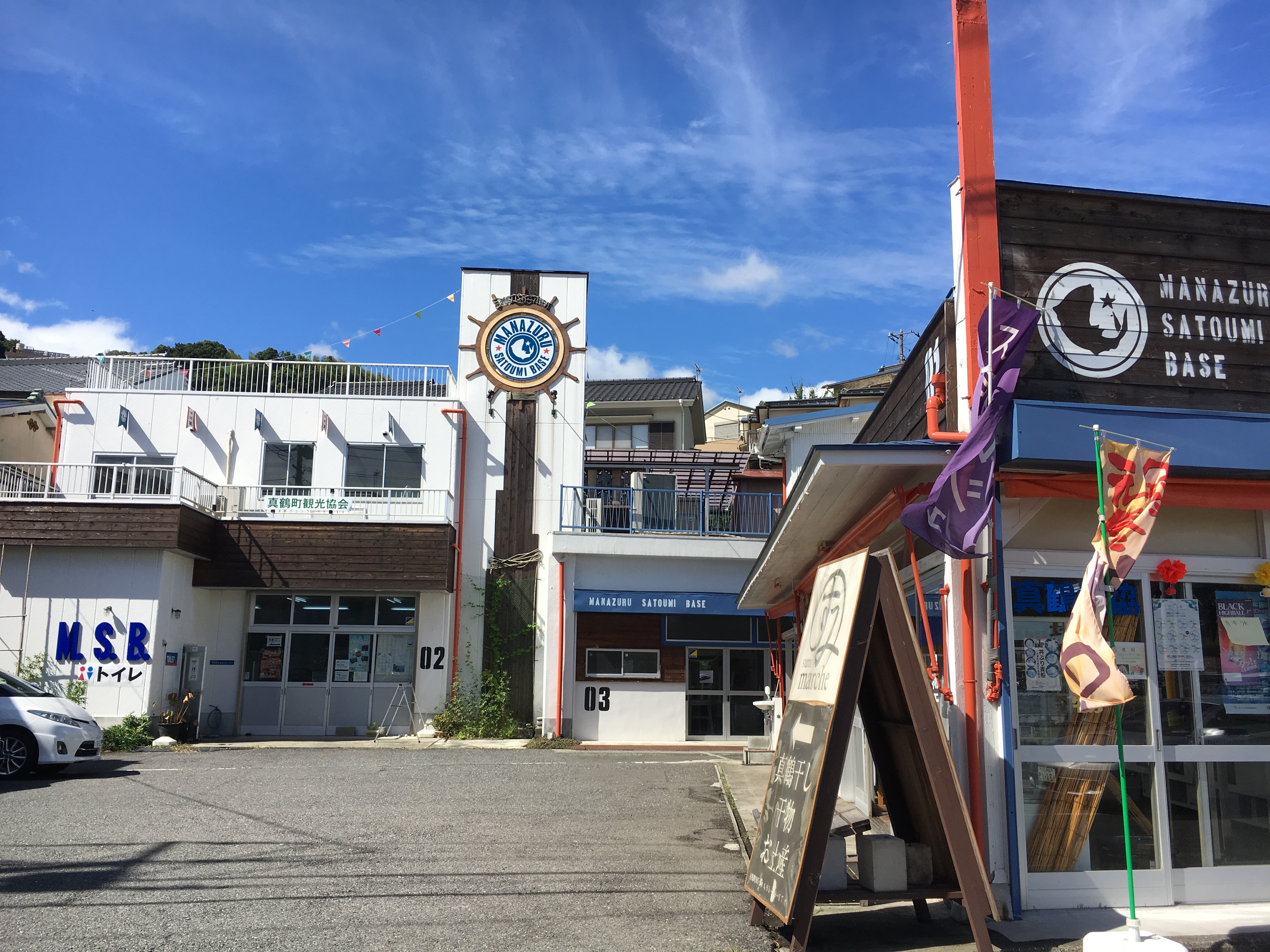
まなづる里海ベース 真鶴産業活性化センター
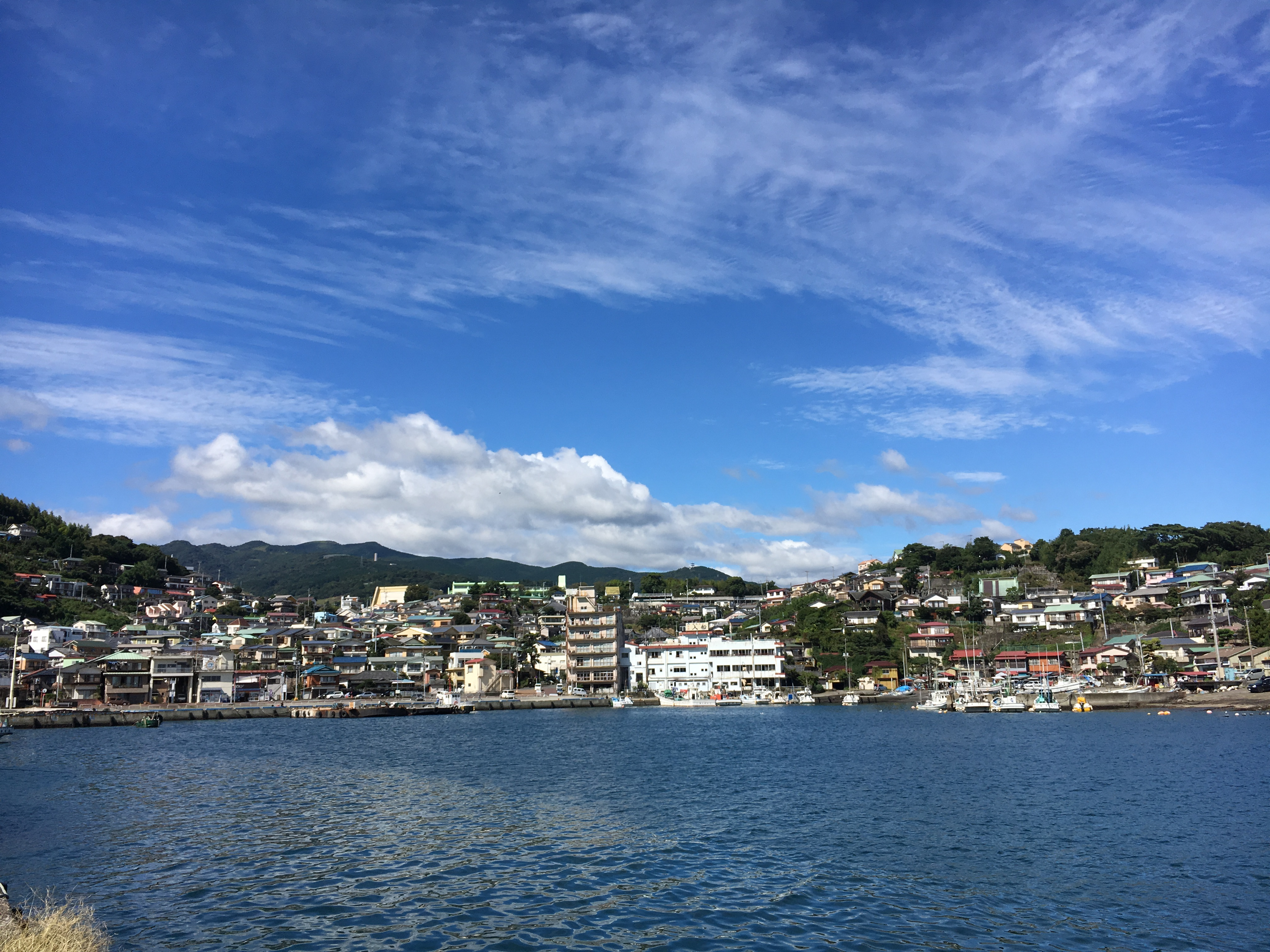
真鶴漁港
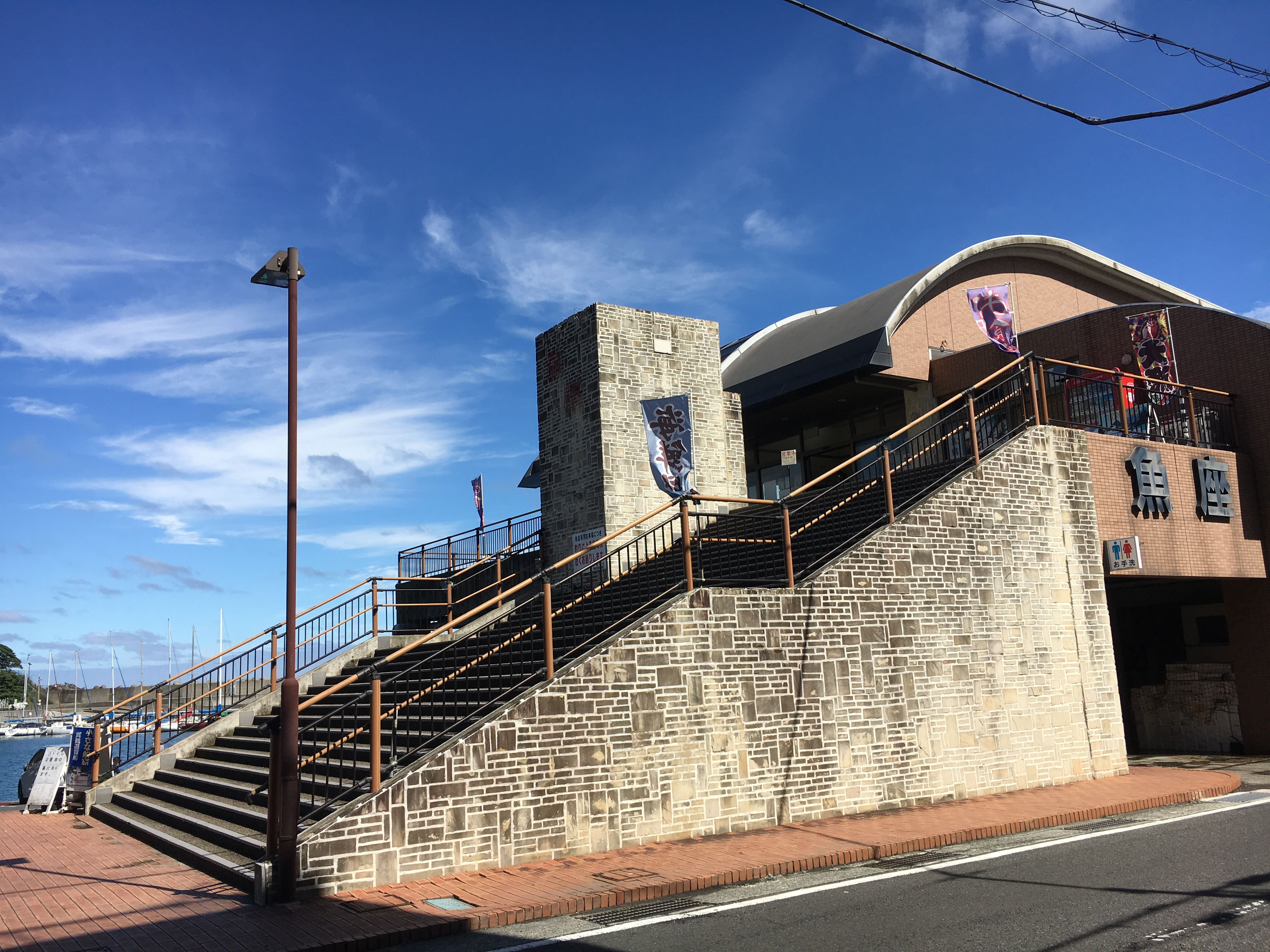
魚座
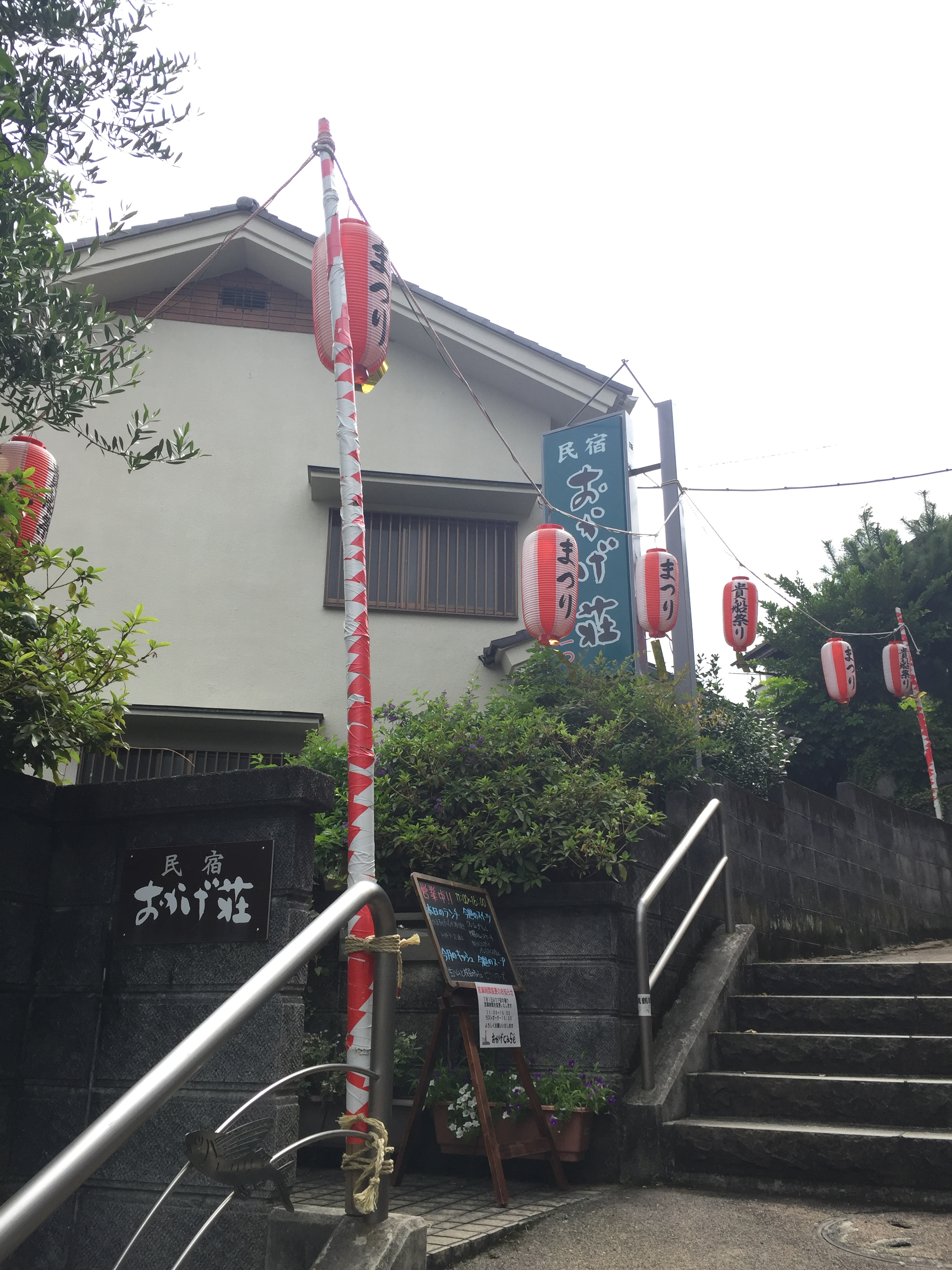
背戸道

### 神社・仏閣

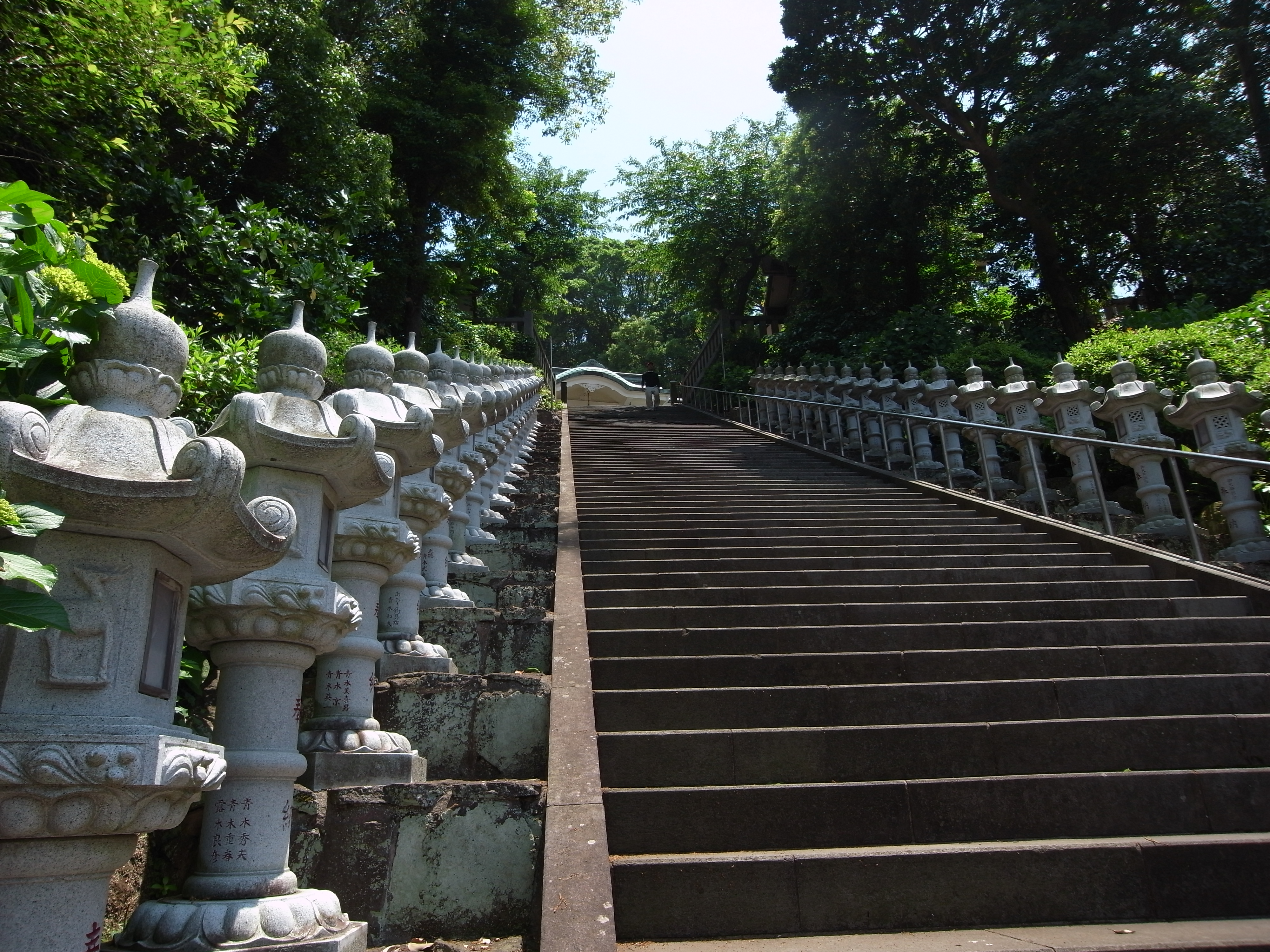
貴船神社
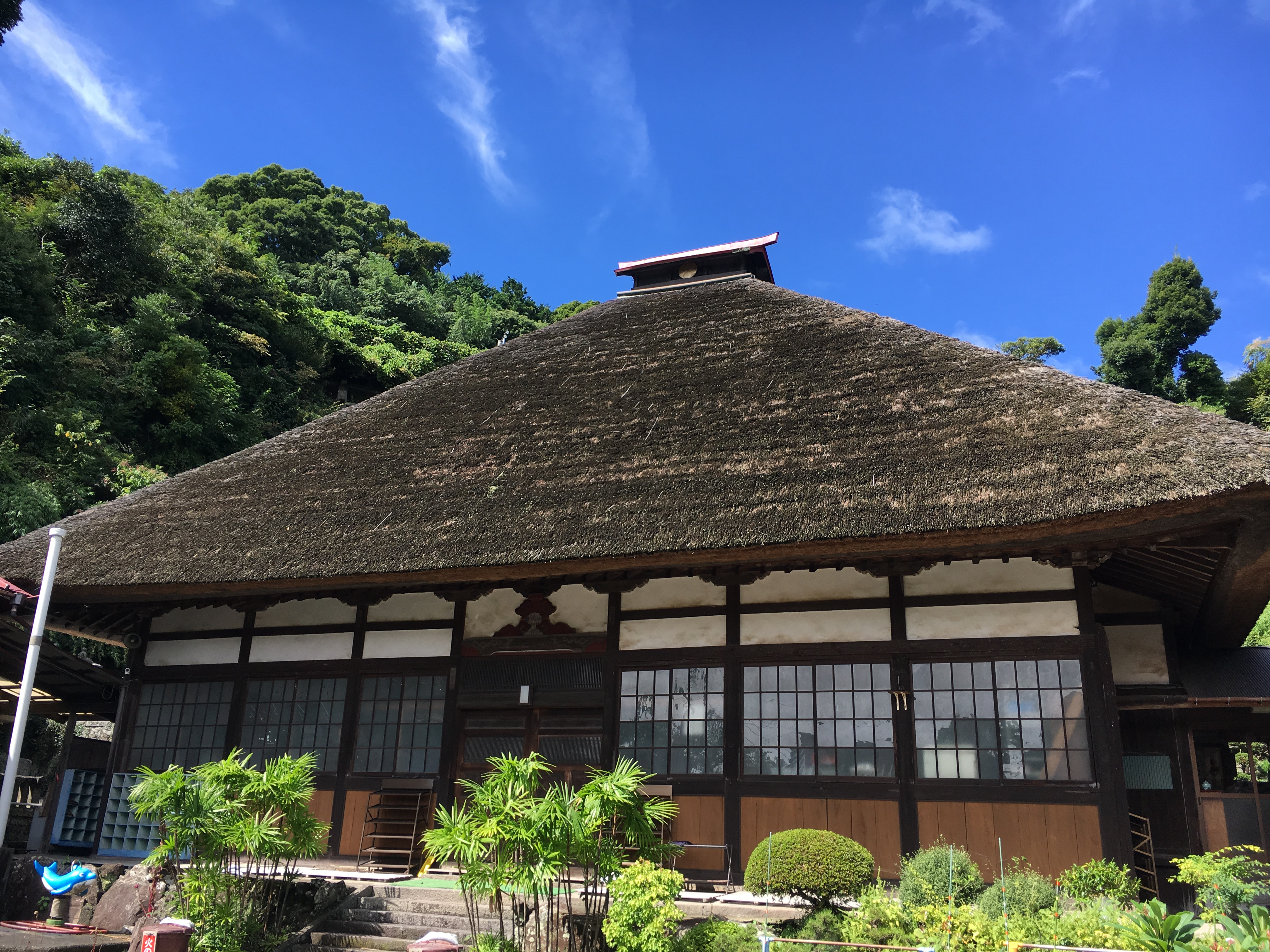
瀧門寺
  - 例大祭「貴船神社の船祭り」は日本三船祭の一つにして、国の重要無形民俗文化財[54]に指定された。例年7月最終土曜日及びその前日[54]に行われる。
- 津島神社
  - 「貴船神社の船祭り」 - 前日と最終日に鹿島踊り（かしまおどり）と囃子（はやし）が奉納される。
- 内袋観音 - 付近にかつて、真鶴水族館が存在した。
- 西念寺
  - 黒田長政供養の碑（小松石、本小松石）先代石工の碑） 江戸城の石垣に使う石材を供出するように下名した長政の事績を讃える碑。
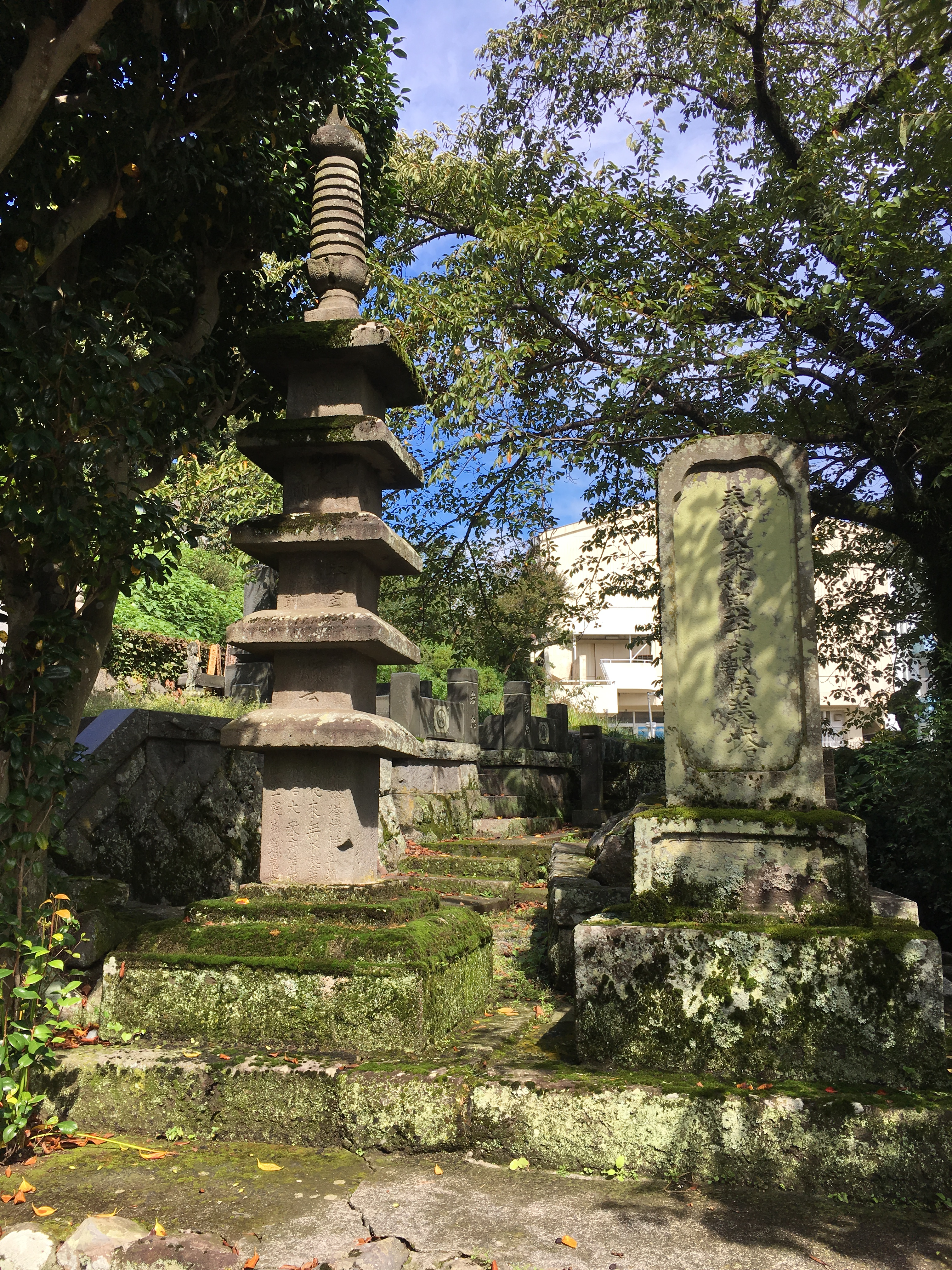
瀧門寺 - 五層塔と頌徳碑
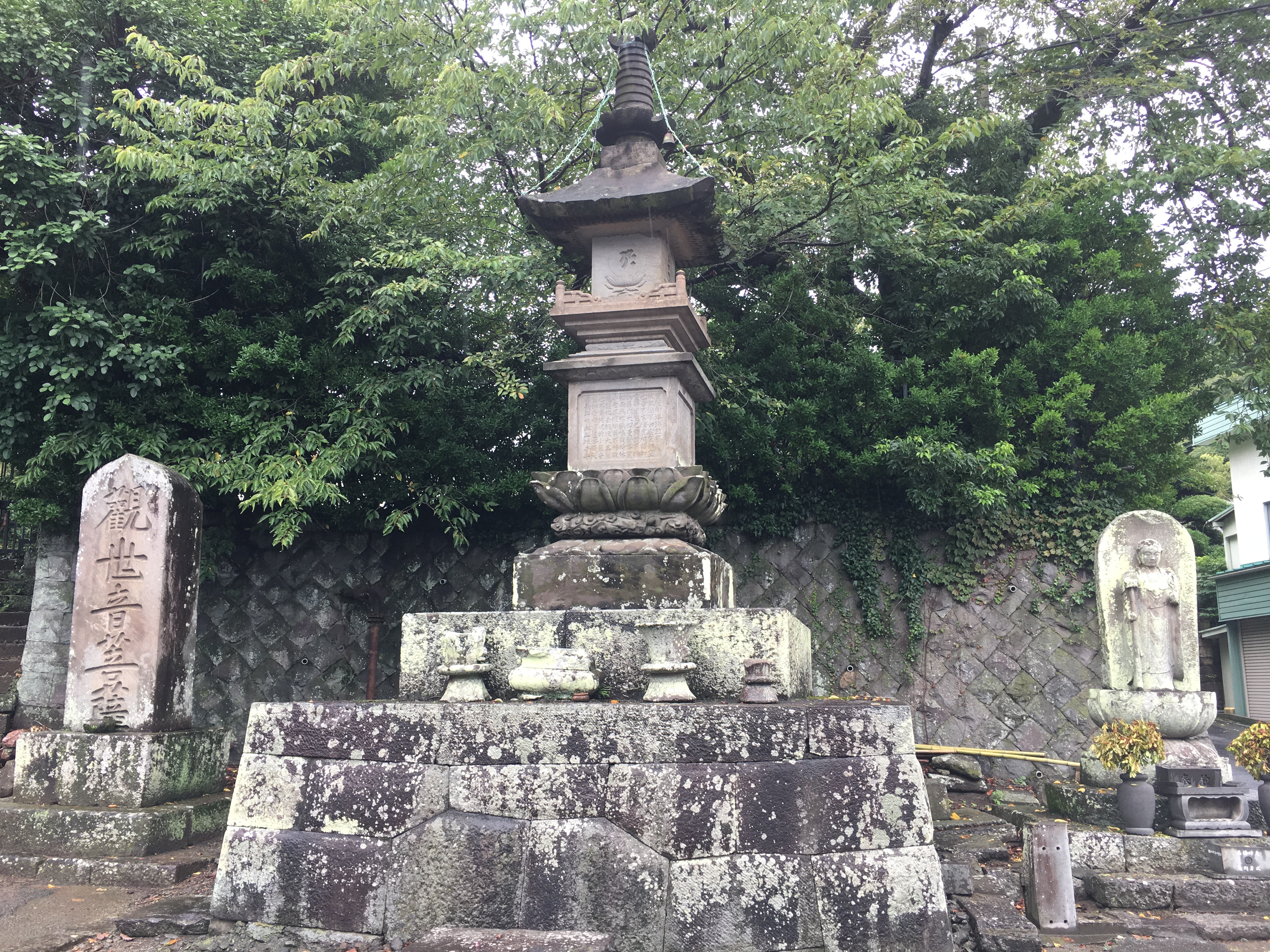
宝篋印塔
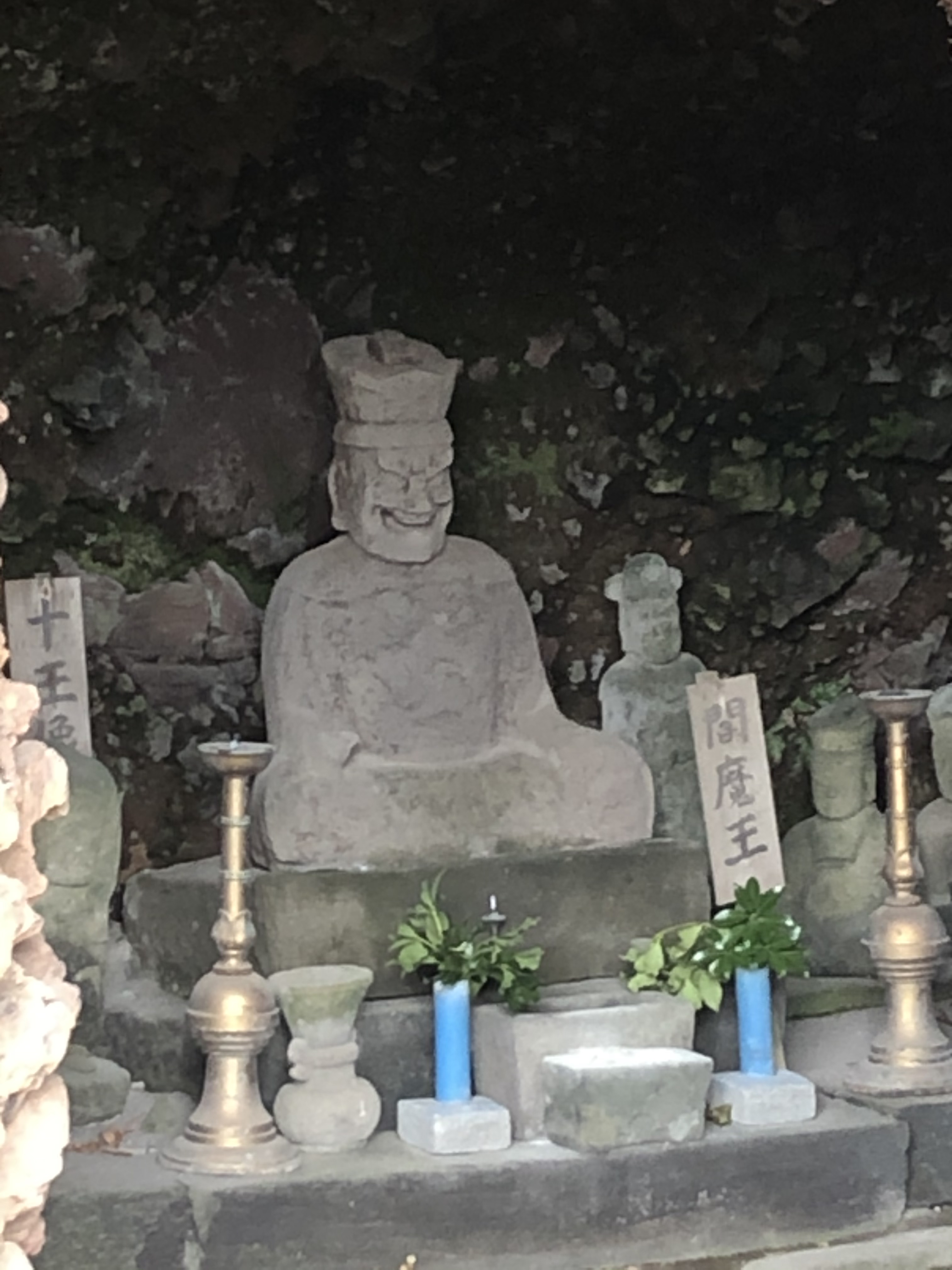
如来寺跡
  - 宝篋印塔
  - 如来寺跡
- 児子神社
- 発心寺
- 自泉院
- 常泉寺

- 貴船神社
- 瀧門寺
- 五層塔と頌徳碑
- 宝篋印塔
- 如来寺跡

### 公園
- 神奈川県立真鶴半島自然公園 - 箱根ジオパークに含まれる[55]
  - 真鶴半島沿岸に生息するウメボシイソギンチャクとサンゴイソギンチャクは神奈川県指定天然記念物である[56]。岩場に生え繁茂した松などが海面に影を作り程よい漁礁を作っている。魚つき林であり関東一円の小中学校から社会科見学・自然観察として訪れることが多い。
  - 真鶴岬と三ツ石
    - JR真鶴駅からケープ真鶴行きバスで終着下車20分もしくはタクシー10分、または徒歩60分。初日の出を見る絶景地点。満潮時は海岸より先に三つの岩が突き出ている島だが干潮になると地続きとなり三ツ石まで歩く事ができる。陸から向かって左の大岩には頂上付近に小さな社があり、左右の大岩は注連縄で結ばれている。また、遊歩道口には、幕末小田原藩の砲台跡がある。大戦中には誘導弾の標的として使用された。

  - ケープ真鶴（旧、真鶴ケープパレス）
    - 映画 昼顔のロケ地としても使用された。
- お林展望公園（旧真鶴サボテンランド）
  - お林展望公園パークゴルフ場
- 荒井城址公園
- 星が山公園 さつきの郷
- 湯河原町総合運動公園
  - パークゴルフ場
  - ゆめ公園

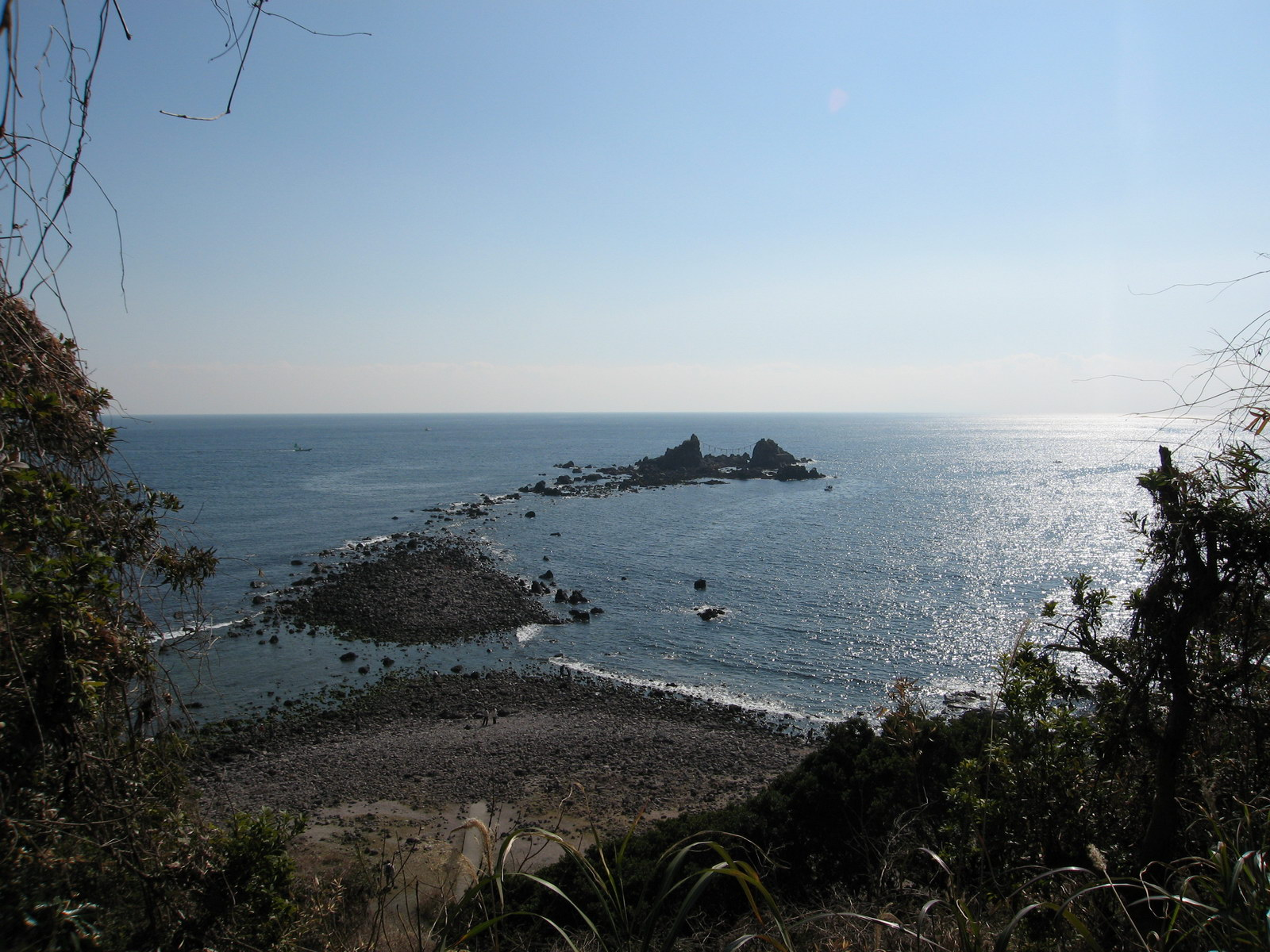
神奈川県立真鶴半島自然公園（三ツ石）

### 漁港・海水浴場・ボート

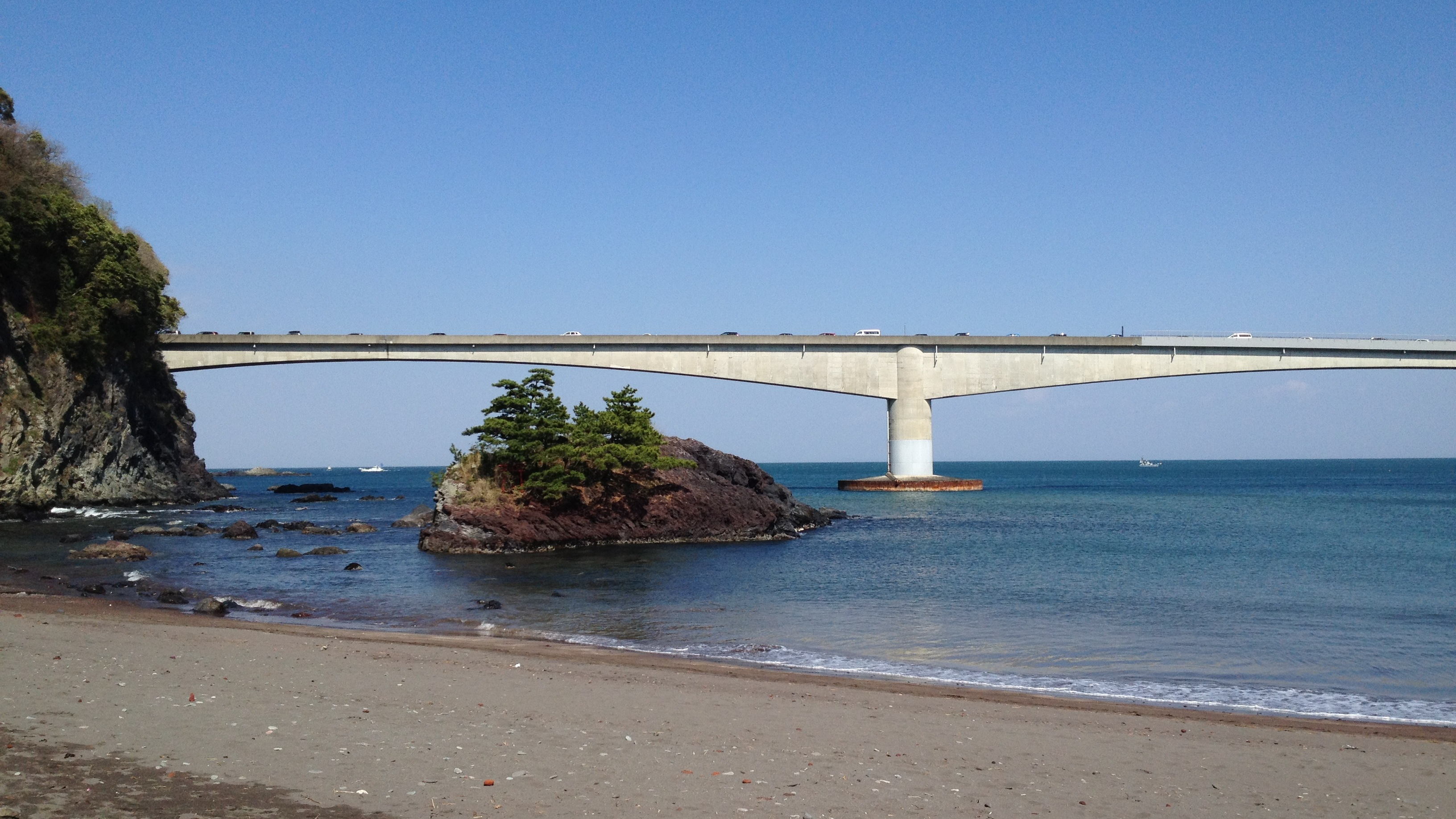
源頼朝船出の浜 (岩海水浴場)
  - 弁天島
  - 岩漁港
- 真鶴漁港

マリーナ
- 日産マリーナ真鶴
- 真鶴ベイマリーナ
- ロッキーマリン
- ユニマットマリン マリーナ真鶴

- 岩海水浴場

### 戦争遺跡
- 海軍特別攻撃隊真鶴基地跡 

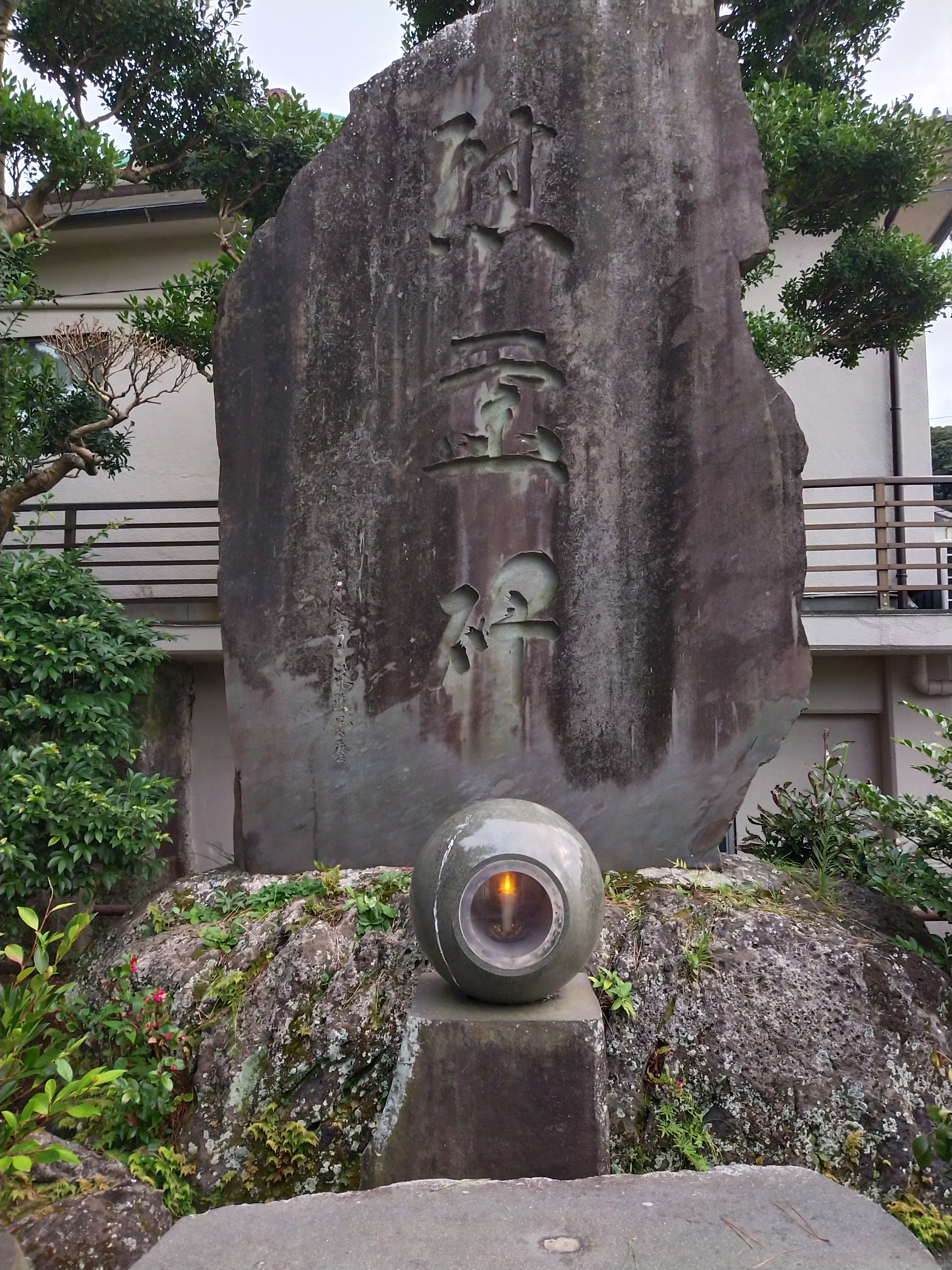
貴船神社慰霊碑

  - 本土決戦に備えて海軍第一特攻戦隊の特殊潜航艇[注釈 5]が真鶴港周辺に少数配備された。現在の真鶴マリーナ周辺に特殊潜航艇の格納壕跡が残るが現在はブロックで封鎖されているため、見学不能。
- 忠魂碑 - 貴船神社入り口右手に位置する。書は元帥公爵山形有朋。
- 戦没者慰霊碑 - 貴船神社忠魂碑手前に位置する。終戦五十年の年に建立された。
- 三ツ石投下試験場
  - 大戦末期（1944年11月頃〜1945年5月）に三ツ石は軍艦に見立てられ、帝国陸軍の開発した無線誘導弾試作機の試験標的とされた。コンクリート製の投下目標は現在も引き潮時に見学可能。
- 防空壕跡 - 真鶴橋直下。
  - 戦後、役目を終えた壕は鉄板で閉鎖された。貴船神社の下にも沼津の工作隊が建築した防空壕がある。どちらも見学不能CITEREF神奈川県歴史教育者協議会1996[58]。

## 祭事・催事
- 三ツ石初日の出（三ツ石海岸）- 1月1日
- 貴船神社 初詣 - 1月1日
- どんど焼き - 1月
- 道祖神祭り - 1月
- 真鶴まちなーれ - 3月 アートと町を巡る鑑賞ツアー、創作と交流のワークショップ
- しだれ桜の宴 - 3月下旬
- 豊漁豊作祭「岩龍宮祭」- 5月[59]
  - オープンウォータースイム大会、稚児行列、奉納相撲、出店
- 児子神社例大祭 - 7月中旬
- 貴船神社の船祭り (貴船まつり)（貴船神社、国の重要無形民俗文化財） - 7月最終土曜日およびその前日（令和5年〜）
- 岩海岸夏まつり・豊漁豊作祭 盆踊り - 8月
  - 灯籠流し、花火大会、浴衣無料レンタル
- マナ真鶴　ハワイアンの夕べ - 8月下旬
- 豊漁豊作祭「真鶴龍宮祭」- 11月
  - よさこい、花火大会、巡視艇・ヨットの体験乗船、市場[59]
- 真鶴なぶら市（いち） - 毎月末日曜

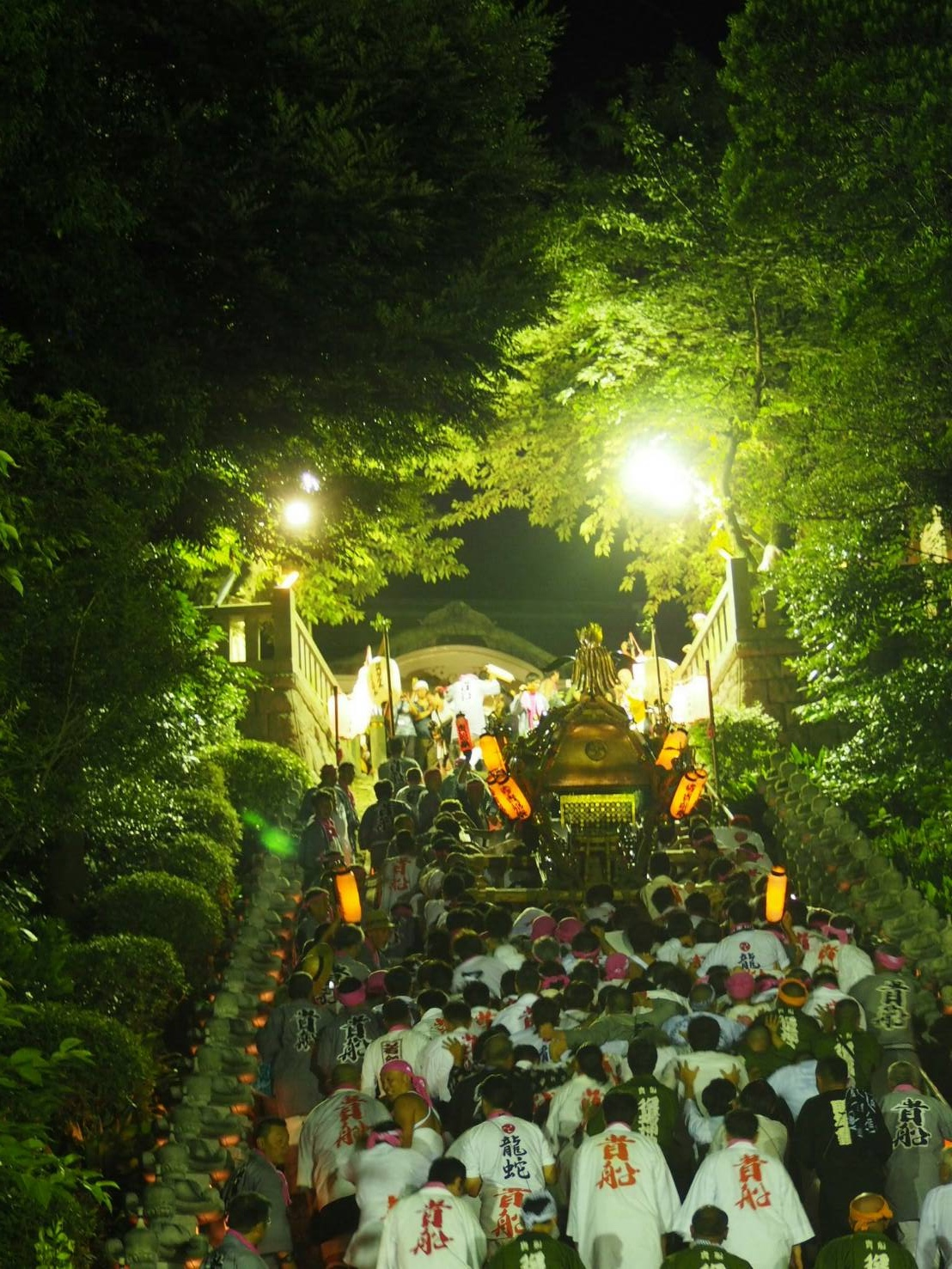
貴船まつり (神輿)
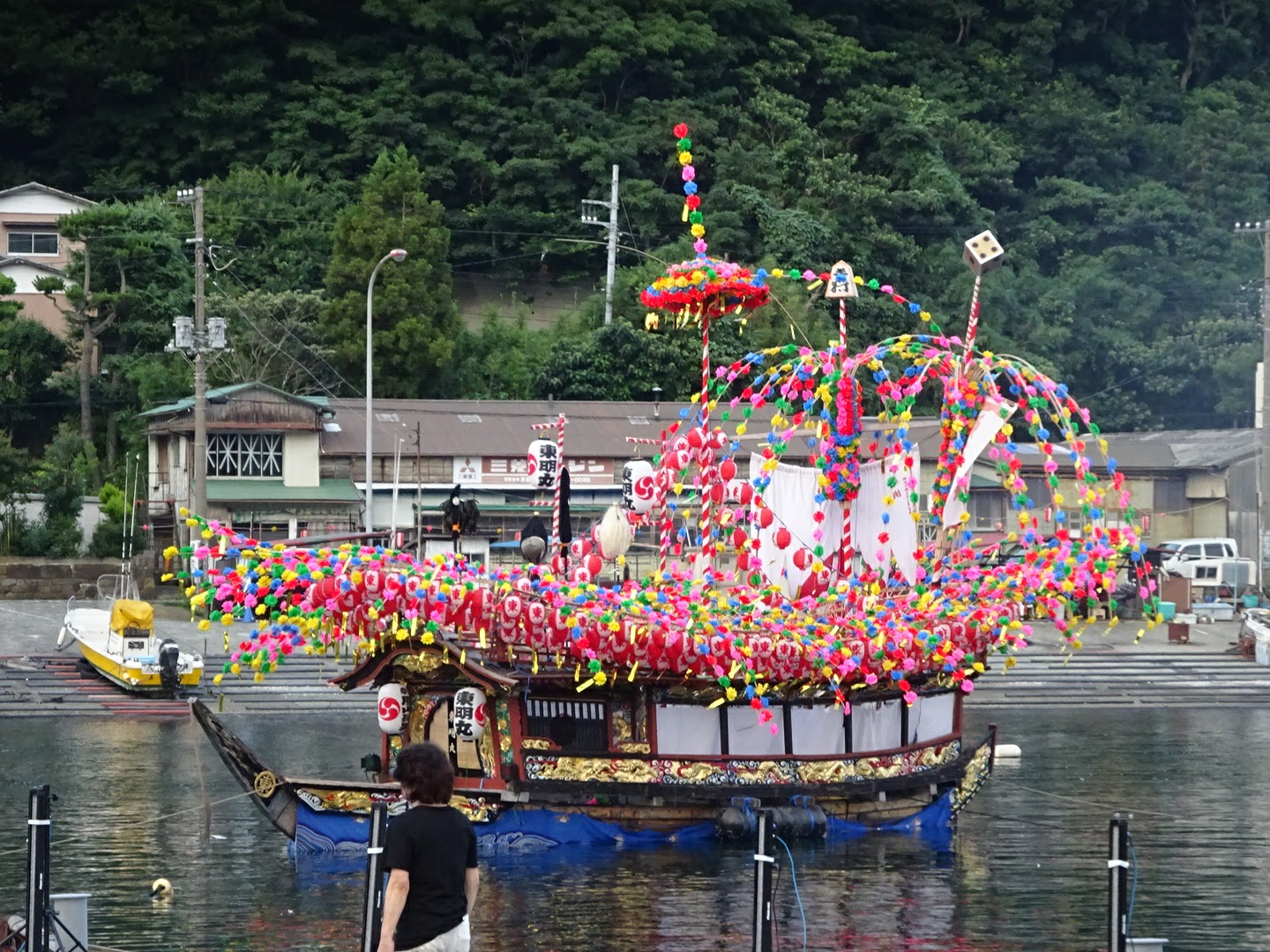
貴船まつり (小早船)
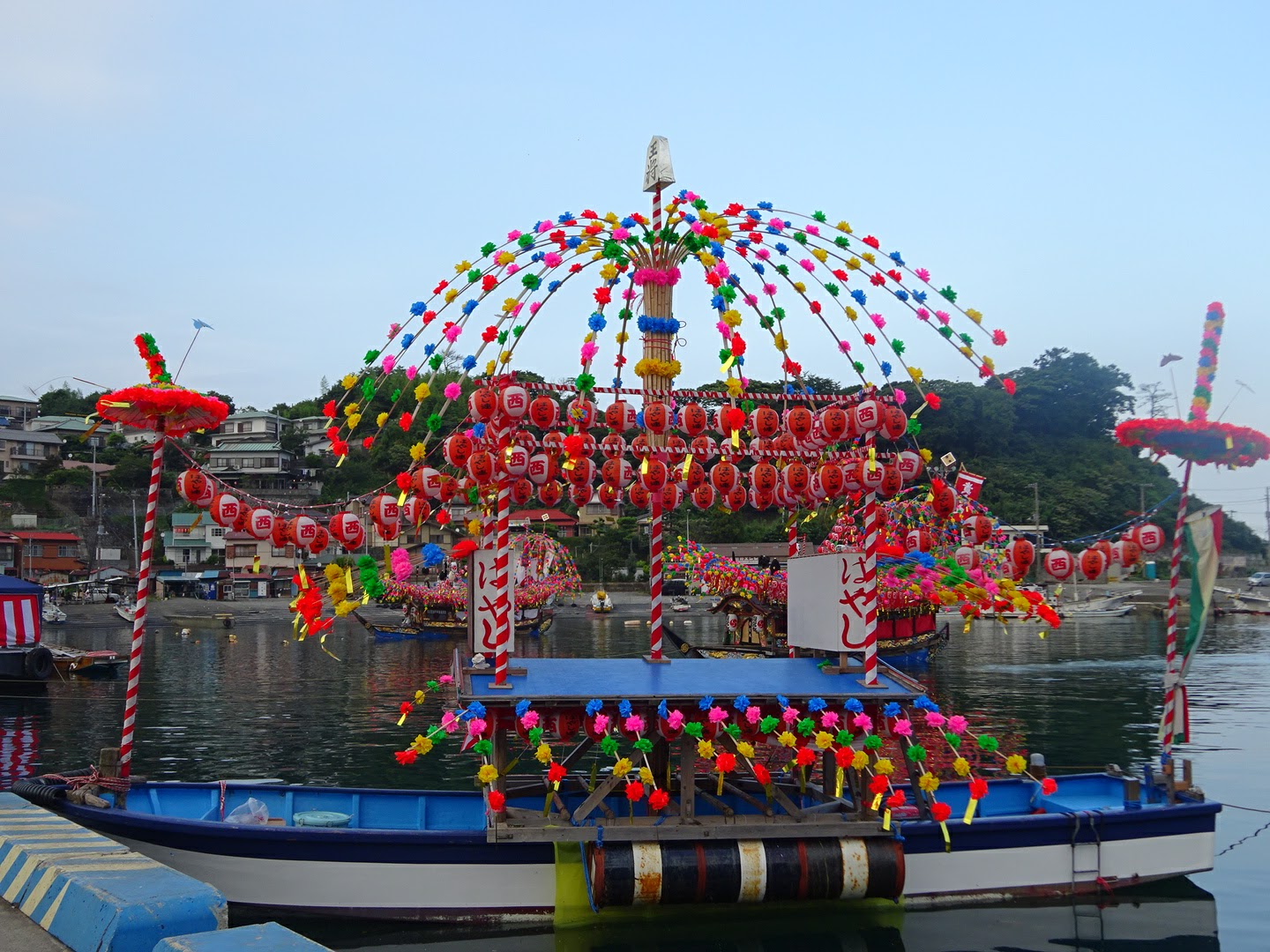
貴船まつり (囃子船)

## 出身有名人
- 青木智史（プロ野球選手）
- 青木晋平（プロビーチバレー選手）
- 青木隆治（ものまねタレント）
- ツートン青木（ものまねタレント）

## ゆかりの有名人
- 梅宮辰夫（俳優）
- 梅宮アンナ（モデル）
- 岡本美鈴（オリンピアン）
- 片岡鶴太郎（お笑いタレント、俳優、画家）
- たこ八郎（プロボクサー、お笑いタレント）
- 団鬼六（小説家）
- 寺田琳 (画家)
- 中川一政（画家）
- デビット伊東（お笑いタレント）
- エスパー伊東（お笑いタレント）